# فهرست بازیکنان تیم ملی فوتبال ژاپن
این فهرست مربوط به بازیکنان تیم ملی فوتبال ژاپن است.
| نام به فارسی        | نام به انگلیسی        | تعداد بازی ملی | تعداد گل ملی | اولین بازی ملی  | آخرین بازی ملی  |
| کو ایتاکورا         | Ko Itakura            | ۲              | ۰            | ۲۰۱۹ ژوئن ۲۰    | ۲۰۱۹ ژوئن ۲۴    |
| توموکی ایواتا       | Tomoki Iwata          | ۲              | ۰            | ۲۰۱۹ ژوئن ۲۰    | ۲۰۱۹ ژوئن ۲۴    |
| دایزن مادا          | Daizen Maeda          | ۲              | ۰            | ۲۰۱۹ ژوئن ۱۷    | ۲۰۱۹ ژوئن ۲۴    |
| هیروکی آبه          | Hiroki Abe            | ۳              | ۰            | ۲۰۱۹ ژوئن ۱۷    | ۲۰۱۹ ژوئن ۲۴    |
| آیاسه یدا           | Ayase Ueda            | ۳              | ۰            | ۲۰۱۹ ژوئن ۱۷    | ۲۰۱۹ ژوئن ۲۴    |
| دایکی سوگیوکا       | Daiki Sugioka         | ۳              | ۰            | ۲۰۱۹ ژوئن ۱۷    | ۲۰۱۹ ژوئن ۲۴    |
| کوجی میوشی          | Koji Miyoshi          | ۳              | ۲            | ۲۰۱۹ ژوئن ۱۷    | ۲۰۱۹ ژوئن ۲۴    |
| تاکفوسا کوبو        | Takefusa Kubo         | ۴              | ۰            | ۲۰۱۹ ژوئن ۰۹    | ۲۰۱۹ ژوئن ۲۴    |
| تاکهیرو تومیاسو     | Takehiro Tomiyasu     | ۱۵             | ۱            | ۲۰۱۸ اکتبر ۱۲   | ۲۰۱۹ ژوئن ۲۴    |
| شویا ناکاجیما       | Shoya Nakajima        | ۱۳             | ۴            | ۲۰۱۸ مارس ۲۳    | ۲۰۱۹ ژوئن ۲۴    |
| نائومچی اوئدا       | Naomichi Ueda         | ۷              | ۰            | ۲۰۱۷ دسامبر ۱۲  | ۲۰۱۹ ژوئن ۲۴    |
| گاکو شیباساکی       | Gaku Shibasaki        | ۳۹             | ۳            | ۲۰۱۴ سپتامبر ۰۹ | ۲۰۱۹ ژوئن ۲۴    |
| شینجی اوکازاکی      | Shinji Okazaki        | ۱۱۹            | ۵۰           | ۲۰۰۸ اکتبر ۰۹   | ۲۰۱۹ ژوئن ۲۴    |
| یجی کاواشیما        | Eiji Kawashima        | ۹۰             | ۰            | ۲۰۰۸ فوریه ۱۷   | ۲۰۱۹ ژوئن ۲۴    |
| Yugo Tatsuta        | Yugo Tatsuta          | ۱              | ۰            | ۲۰۱۹ ژوئن ۲۰    | ۲۰۱۹ ژوئن ۲۰    |
| یوتا ناکایاما       | Yuta Nakayama         | ۱              | ۰            | ۲۰۱۹ ژوئن ۱۷    | ۲۰۱۹ ژوئن ۱۷    |
| تروکی هارا          | Teruki Hara           | ۱              | ۰            | ۲۰۱۹ ژوئن ۱۷    | ۲۰۱۹ ژوئن ۱۷    |
| Keisuke Osako       | Keisuke Osako         | ۱              | ۰            | ۲۰۱۹ ژوئن ۱۷    | ۲۰۱۹ ژوئن ۱۷    |
| Kento Hashimoto     | Kento Hashimoto       | ۲              | ۰            | ۲۰۱۹ مارس ۲۶    | ۲۰۱۹ ژوئن ۰۹    |
| Shinnosuke Hatanaka | Shinnosuke Hatanaka   | ۳              | ۰            | ۲۰۱۹ مارس ۲۶    | ۲۰۱۹ ژوئن ۰۹    |
| ریوسوکه یاماناکا    | Ryosuke Yamanaka      | ۲              | ۱            | ۲۰۱۸ نوامبر ۲۰  | ۲۰۱۹ ژوئن ۰۹    |
| دنیل اشمیت          | Daniel Schmidt        | ۵              | ۰            | ۲۰۱۸ نوامبر ۱۶  | ۲۰۱۹ ژوئن ۰۹    |
| ریتسو دوان          | Ritsu Doan            | ۱۵             | ۳            | ۲۰۱۸ سپتامبر ۱۱ | ۲۰۱۹ ژوئن ۰۹    |
| سی مورویا           | Sei Muroya            | ۹              | ۰            | ۲۰۱۷ دسامبر ۰۹  | ۲۰۱۹ ژوئن ۰۹    |
| جونیا ایتو          | Junya Ito             | ۱۴             | ۲            | ۲۰۱۷ دسامبر ۰۹  | ۲۰۱۹ ژوئن ۰۹    |
| یوکی کوبایاشی       | Yuki Kobayashi        | ۸              | ۱            | ۲۰۱۶ ژوئن ۰۷    | ۲۰۱۹ ژوئن ۰۹    |
| تاکومی مینامینو     | Takumi Minamino       | ۱۷             | ۵            | ۲۰۱۵ اکتبر ۱۳   | ۲۰۱۹ ژوئن ۰۹    |
| گن شوجی             | Gen Shoji             | ۱۸             | ۱            | ۲۰۱۵ مارس ۳۱    | ۲۰۱۹ ژوئن ۰۹    |
| یویا اوزاکا         | Yuya Osako            | ۴۳             | ۱۴           | ۲۰۱۳ ژوئیه ۲۱   | ۲۰۱۹ ژوئن ۰۹    |
| گنکی هاراگوچی       | Genki Haraguchi       | ۴۹             | ۱۰           | ۲۰۱۱ اکتبر ۰۷   | ۲۰۱۹ ژوئن ۰۹    |
| کنسوکه ناگای        | Kensuke Nagai         | ۷              | ۲            | ۲۰۱۰ ژانویه ۰۶  | ۲۰۱۹ ژوئن ۰۹    |
| هیده‌ماسا موریتا     | Hidemasa Morita       | ۳              | ۰            | ۲۰۱۸ سپتامبر ۱۱ | ۲۰۱۹ ژوئن ۰۵    |
| هیروکی ساکای        | Hiroki Sakai          | ۵۶             | ۱            | ۲۰۱۲ مه ۲۳      | ۲۰۱۹ ژوئن ۰۵    |
| یوتو ناگاتومو       | Yuto Nagatomo         | ۱۱۷            | ۳            | ۲۰۰۸ مه ۲۴      | ۲۰۱۹ ژوئن ۰۵    |
| Musashi Suzuki      | Musashi Suzuki        | ۲              | ۰            | ۲۰۱۹ مارس ۲۲    | ۲۰۱۹ مارس ۲۶    |
| Daichi Kamada       | Daichi Kamada         | ۲              | ۰            | ۲۰۱۹ مارس ۲۲    | ۲۰۱۹ مارس ۲۶    |
| کوکی آنزای          | Koki Anzai            | ۲              | ۰            | ۲۰۱۹ مارس ۲۲    | ۲۰۱۹ مارس ۲۶    |
| شو ساساکی           | Sho Sasaki            | ۶              | ۰            | ۲۰۱۸ سپتامبر ۱۱ | ۲۰۱۹ مارس ۲۶    |
| جنتا میورا          | Genta Miura           | ۷              | ۰            | ۲۰۱۷ دسامبر ۱۲  | ۲۰۱۹ مارس ۲۶    |
| تاکاشی اوسامی       | Takashi Usami         | ۲۷             | ۳            | ۲۰۱۵ مارس ۲۷    | ۲۰۱۹ مارس ۲۶    |
| دایگو نیشی          | Daigo Nishi           | ۲              | ۰            | ۲۰۱۱ ژوئن ۰۱    | ۲۰۱۹ مارس ۲۶    |
| تاکاشی اینوی        | Takashi Inui          | ۳۶             | ۶            | ۲۰۰۹ ژانویه ۲۰  | ۲۰۱۹ مارس ۲۶    |
| شینجی کاگاوا        | Shinji Kagawa         | ۹۷             | ۳۱           | ۲۰۰۸ مه ۲۴      | ۲۰۱۹ مارس ۲۶    |
| ماساکی هیگاشیگوچی   | Masaaki Higashiguchi  | ۸              | ۰            | ۲۰۱۵ اوت ۰۹     | ۲۰۱۹ مارس ۲۲    |
| هوتارو یاماگوچی     | Hotaru Yamaguchi      | ۴۶             | ۲            | ۲۰۱۳ ژوئیه ۲۱   | ۲۰۱۹ مارس ۲۲    |
| تسوکاسا شیوتانی     | Tsukasa Shiotani      | ۷              | ۱            | ۲۰۱۴ اکتبر ۱۰   | ۲۰۱۹ فوریه ۰۱   |
| یوشینوری موتو       | Yoshinori Muto        | ۲۹             | ۳            | ۲۰۱۴ سپتامبر ۰۵ | ۲۰۱۹ فوریه ۰۱   |
| شویچی گوندا         | Shuichi Gonda         | ۱۱             | ۰            | ۲۰۱۰ ژانویه ۰۶  | ۲۰۱۹ فوریه ۰۱   |
| مایا یوشیدا         | Maya Yoshida          | ۹۵             | ۱۰           | ۲۰۱۰ ژانویه ۰۶  | ۲۰۱۹ فوریه ۰۱   |
| واتارو اندو         | Wataru Endo           | ۲۰             | ۰            | ۲۰۱۵ اوت ۰۲     | ۲۰۱۹ ژانویه ۲۸  |
| کویا کیتاگاوا       | Koya Kitagawa         | ۸              | ۰            | ۲۰۱۸ اکتبر ۱۲   | ۲۰۱۹ ژانویه ۲۴  |
| توشیهیرو آئویاما    | Toshihiro Aoyama      | ۱۲             | ۱            | ۲۰۱۳ ژوئیه ۲۱   | ۲۰۱۹ ژانویه ۱۷  |
| تومواکی ماکینو      | Tomoaki Makino        | ۳۸             | ۴            | ۲۰۱۰ ژانویه ۰۶  | ۲۰۱۹ ژانویه ۱۷  |
| کنتو میسائو         | Kento Misao           | ۶              | ۰            | ۲۰۱۷ دسامبر ۱۶  | ۲۰۱۸ نوامبر ۲۰  |
| کنیوی سوگیموتو      | Kenyu Sugimoto        | ۸              | ۱            | ۲۰۱۷ سپتامبر ۰۵ | ۲۰۱۸ نوامبر ۲۰  |
| کنگو کاواماتا       | Kengo Kawamata        | ۹              | ۱            | ۲۰۱۵ مارس ۲۷    | ۲۰۱۸ اکتبر ۱۲   |
| جون آمانو           | Jun Amano             | ۱              | ۰            | ۲۰۱۸ سپتامبر ۱۱ | ۲۰۱۸ سپتامبر ۱۱ |
| شینتارو کورومایا    | Shintaro Kurumaya     | ۴              | ۰            | ۲۰۱۷ اکتبر ۱۰   | ۲۰۱۸ سپتامبر ۱۱ |
| تاکامو آسانو        | Takuma Asano          | ۱۸             | ۳            | ۲۰۱۵ اوت ۰۲     | ۲۰۱۸ سپتامبر ۱۱ |
| یو کوبایاشی         | Yu Kobayashi          | ۱۴             | ۲            | ۲۰۱۴ اکتبر ۱۰   | ۲۰۱۸ سپتامبر ۱۱ |
| کیسوکه هوندا        | Keisuke Honda         | ۹۸             | ۳۷           | ۲۰۰۸ ژوئن ۲۲    | ۲۰۱۸ ژوئیه ۰۲   |
| ماکوتو هاسبه        | Makoto Hasebe         | ۱۱۴            | ۲            | ۲۰۰۶ فوریه ۱۰   | ۲۰۱۸ ژوئیه ۰۲   |
| گوتوکو ساکای        | Gotoku Sakai          | ۴۲             | ۰            | ۲۰۱۲ سپتامبر ۰۶ | ۲۰۱۸ ژوئن ۲۸    |
| کوسوکه ناکامورا     | Kosuke Nakamura       | ۴              | ۰            | ۲۰۱۷ دسامبر ۰۹  | ۲۰۱۸ ژوئن ۱۲    |
| ریوتا اوشیما        | Ryota Oshima          | ۵              | ۰            | ۲۰۱۶ سپتامبر ۰۱ | ۲۰۱۸ ژوئن ۰۸    |
| یوسوکه ایدگوچی      | Yosuke Ideguchi       | ۱۲             | ۲            | ۲۰۱۷ ژوئن ۰۷    | ۲۰۱۸ مه ۳۰      |
| یویا کوبو           | Yuya Kubo             | ۱۳             | ۲            | ۲۰۱۶ نوامبر ۱۱  | ۲۰۱۸ مارس ۲۷    |
| تومویا یوگاجین      | Tomoya Ugajin         | ۱              | ۰            | ۲۰۱۸ مارس ۲۳    | ۲۰۱۸ مارس ۲۳    |
| ریوتا موریوکا       | Ryota Morioka         | ۵              | ۰            | ۲۰۱۴ سپتامبر ۰۵ | ۲۰۱۸ مارس ۲۳    |
| شوما دوی            | Shoma Doi             | ۲              | ۰            | ۲۰۱۷ دسامبر ۱۲  | ۲۰۱۷ دسامبر ۱۶  |
| هیرویوکی آبه        | Hiroyuki Abe          | ۳              | ۰            | ۲۰۱۷ دسامبر ۰۹  | ۲۰۱۷ دسامبر ۱۶  |
| شو کوراتا           | Shu Kurata            | ۹              | ۲            | ۲۰۱۵ اوت ۰۵     | ۲۰۱۷ دسامبر ۱۶  |
| یاسویوکی کونو       | Yasuyuki Konno        | ۹۳             | ۴            | ۲۰۰۵ اوت ۰۳     | ۲۰۱۷ دسامبر ۱۶  |
| شوتو یاماموتو       | Shuto Yamamoto        | ۱              | ۰            | ۲۰۱۷ دسامبر ۱۲  | ۲۰۱۷ دسامبر ۱۲  |
| شوگو تانیگوچی       | Shogo Taniguchi       | ۳              | ۰            | ۲۰۱۵ ژوئن ۱۱    | ۲۰۱۷ دسامبر ۰۹  |
| یوجیرو تاکاهاگی     | Yojiro Takahagi       | ۳              | ۰            | ۲۰۱۳ ژوئیه ۲۱   | ۲۰۱۷ دسامبر ۰۹  |
| مو کانازاکی         | Mu Kanazaki           | ۱۱             | ۲            | ۲۰۰۹ ژانویه ۲۰  | ۲۰۱۷ دسامبر ۰۹  |
| کازوکی ناگاساوا     | Kazuki Nagasawa       | ۱              | ۰            | ۲۰۱۷ نوامبر ۱۴  | ۲۰۱۷ نوامبر ۱۴  |
| ماساتو موریشیگه     | Masato Morishige      | ۴۱             | ۲            | ۲۰۱۳ ژوئیه ۲۱   | ۲۰۱۷ مارس ۲۸    |
| هیروشی کی‌یوتاک      | Hiroshi Kiyotake      | ۴۳             | ۵            | ۲۰۱۱ اوت ۱۰     | ۲۰۱۷ مارس ۲۸    |
| شوساکو نیشیکاوا     | Shusaku Nishikawa     | ۳۱             | ۰            | ۲۰۰۹ اکتبر ۰۸   | ۲۰۱۶ نوامبر ۱۵  |
| ریوتا ناگاکی        | Ryota Nagaki          | ۱              | ۰            | ۲۰۱۶ نوامبر ۱۱  | ۲۰۱۶ نوامبر ۱۱  |
| یویچی مارویاما      | Yuichi Maruyama       | ۲              | ۰            | ۲۰۱۶ اکتبر ۱۱   | ۲۰۱۶ نوامبر ۱۱  |
| مانابو سایتو        | Manabu Saito          | ۶              | ۱            | ۲۰۱۳ ژوئیه ۲۱   | ۲۰۱۶ نوامبر ۱۱  |
| یوسوکه کاشیواگی     | Yosuke Kashiwagi      | ۱۱             | ۰            | ۲۰۱۰ ژانویه ۰۶  | ۲۰۱۶ اکتبر ۱۶   |
| مایک هاونار         | Mike Havenaar         | ۱۸             | ۴            | ۲۰۱۱ سپتامبر ۰۲ | ۲۰۱۶ مارس ۲۴    |
| هیروکی فوجیهارو     | Hiroki Fujiharu       | ۳              | ۰            | ۲۰۱۵ مارس ۲۷    | ۲۰۱۵ نوامبر ۱۷  |
| دایکی نیوا          | Daiki Niwa            | ۲              | ۰            | ۲۰۱۵ اوت ۰۹     | ۲۰۱۵ اکتبر ۱۳   |
| کوکی یونکورا        | Koki Yonekura         | ۲              | ۰            | ۲۰۱۵ اوت ۰۹     | ۲۰۱۵ اکتبر ۱۳   |
| شینزو کوروکی        | Shinzo Koroki         | ۱۶             | ۰            | ۲۰۰۸ اکتبر ۰۹   | ۲۰۱۵ سپتامبر ۰۳ |
| یوکی ماتو           | Yuki Muto             | ۲              | ۲            | ۲۰۱۵ اوت ۰۲     | ۲۰۱۵ اوت ۰۹     |
| نائویوکی فوجیتا     | Naoyuki Fujita        | ۱              | ۰            | ۲۰۱۵ اوت ۰۵     | ۲۰۱۵ اوت ۰۵     |
| کوسوکه اوتا         | Kosuke Ota            | ۷              | ۰            | ۲۰۱۰ ژانویه ۰۶  | ۲۰۱۵ اوت ۰۵     |
| آتسوتو اوچیدا       | Atsuto Uchida         | ۷۴             | ۲            | ۲۰۰۸ ژانویه ۲۶  | ۲۰۱۵ مارس ۳۱    |
| هیروکی میزوموتو     | Hiroki Mizumoto       | ۷              | ۰            | ۲۰۰۶ اکتبر ۰۴   | ۲۰۱۵ مارس ۳۱    |
| یوهی تویودا         | Yohei Toyoda          | ۸              | ۱            | ۲۰۱۳ ژوئیه ۲۵   | ۲۰۱۵ ژانویه ۲۳  |
| یاسوهیتو اندو       | Yasuhito Endo         | ۱۵۲            | ۱۵           | ۲۰۰۲ نوامبر ۲۰  | ۲۰۱۵ ژانویه ۲۳  |
| تایشی تاگوچی        | Taishi Taguchi        | ۳              | ۰            | ۲۰۱۴ اکتبر ۱۰   | ۲۰۱۴ نوامبر ۱۴  |
| دایسوکه سوزوکی      | Daisuke Suzuki        | ۲              | ۰            | ۲۰۱۳ ژوئیه ۲۵   | ۲۰۱۴ اکتبر ۱۴   |
| یویچیرو کاکیتانی    | Yoichiro Kakitani     | ۱۸             | ۵            | ۲۰۱۳ ژوئیه ۲۱   | ۲۰۱۴ اکتبر ۱۴   |
| جونیا تاناکا        | Junya Tanaka          | ۴              | ۰            | ۲۰۱۲ فوریه ۲۴   | ۲۰۱۴ اکتبر ۱۴   |
| هاجیمه هوسوگای      | Hajime Hosogai        | ۳۰             | ۱            | ۲۰۰۹ اکتبر ۰۸   | ۲۰۱۴ اکتبر ۱۴   |
| یوسوکه میناگاوا     | Yusuke Minagawa       | ۱              | ۰            | ۲۰۱۴ سپتامبر ۰۵ | ۲۰۱۴ سپتامبر ۰۵ |
| تاتسویا ساکای       | Tatsuya Sakai         | ۱              | ۰            | ۲۰۱۴ سپتامبر ۰۵ | ۲۰۱۴ سپتامبر ۰۵ |
| یوشیتو اوکوبو       | Yoshito Okubo         | ۶۰             | ۶            | ۲۰۰۳ مه ۳۱      | ۲۰۱۴ ژوئن ۲۴    |
| ماساهیکو اینوها     | Masahiko Inoha        | ۲۱             | ۱            | ۲۰۱۱ ژانویه ۱۷  | ۲۰۱۴ مه ۲۷      |
| ماساتو کودو         | Masato Kudo           | ۴              | ۲            | ۲۰۱۳ ژوئیه ۲۱   | ۲۰۱۳ سپتامبر ۰۶ |
| یویچی کومانو        | Yuichi Komano         | ۷۸             | ۱            | ۲۰۰۵ اوت ۰۳     | ۲۰۱۳ اوت ۱۴     |
| هیروکی یامادا       | Hiroki Yamada         | ۲              | ۰            | ۲۰۱۳ ژوئیه ۲۵   | ۲۰۱۳ ژوئیه ۲۸   |
| یوهی توکوناگا       | Yuhei Tokunaga        | ۹              | ۰            | ۲۰۰۹ اکتبر ۰۸   | ۲۰۱۳ ژوئیه ۲۸   |
| یوزو کوریهارا       | Yuzo Kurihara         | ۲۰             | ۳            | ۲۰۰۶ اوت ۰۹     | ۲۰۱۳ ژوئیه ۲۸   |
| تاکاهیرو اوگیهارا   | Takahiro Ogihara      | ۱              | ۰            | ۲۰۱۳ ژوئیه ۲۵   | ۲۰۱۳ ژوئیه ۲۵   |
| کازوهیکو چیبا       | Kazuhiko Chiba        | ۱              | ۰            | ۲۰۱۳ ژوئیه ۲۵   | ۲۰۱۳ ژوئیه ۲۵   |
| هیدتو تاکاهاشی      | Hideto Takahashi      | ۷              | ۰            | ۲۰۱۲ مه ۲۳      | ۲۰۱۳ ژوئیه ۲۵   |
| ریوتا موریواکی      | Ryota Moriwaki        | ۳              | ۰            | ۲۰۱۱ ژوئن ۰۱    | ۲۰۱۳ ژوئیه ۲۵   |
| ریویچی مادا         | Ryoichi Maeda         | ۳۳             | ۱۰           | ۲۰۰۷ اوت ۲۲     | ۲۰۱۳ ژوئن ۲۲    |
| کنگو ناکامورا       | Kengo Nakamura        | ۶۸             | ۶            | ۲۰۰۶ اکتبر ۰۴   | ۲۰۱۳ ژوئن ۲۲    |
| یوکی اتسو           | Yuki Otsu             | ۲              | ۰            | ۲۰۱۳ فوریه ۰۶   | ۲۰۱۳ مارس ۲۲    |
| ریو میایچی          | Ryo Miyaichi          | ۲              | ۰            | ۲۰۱۲ مه ۲۳      | ۲۰۱۲ اکتبر ۱۶   |
| جونگو فوجیموتو      | Jungo Fujimoto        | ۱۳             | ۱            | ۲۰۰۷ مارس ۲۴    | ۲۰۱۲ اوت ۱۵     |
| تاکایوکی موریموتو   | Takayuki Morimoto     | ۱۰             | ۳            | ۲۰۰۹ اکتبر ۱۰   | ۲۰۱۲ مه ۲۳      |
| تاداناری لی         | Tadanari Lee          | ۱۱             | ۲            | ۲۰۱۱ ژانویه ۰۹  | ۲۰۱۲ فوریه ۲۹   |
| ناویا کوندو         | Naoya Kondo           | ۱              | ۰            | ۲۰۱۲ فوریه ۲۴   | ۲۰۱۲ فوریه ۲۴   |
| چیکاشی ماسودا       | Chikashi Masuda       | ۱              | ۰            | ۲۰۱۲ فوریه ۲۴   | ۲۰۱۲ فوریه ۲۴   |
| ناوهیرو یشیکاوا     | Naohiro Ishikawa      | ۶              | ۰            | ۲۰۰۳ دسامبر ۰۷  | ۲۰۱۲ فوریه ۲۴   |
| یوکی آبه            | Yuki Abe              | ۵۳             | ۳            | ۲۰۰۵ ژانویه ۲۹  | ۲۰۱۱ اکتبر ۰۷   |
| آکیهیرو ایناگا      | Akihiro Ienaga        | ۳              | ۰            | ۲۰۰۷ مارس ۲۴    | ۲۰۱۱ اوت ۱۰     |
| کونیمیتسو سکیگوچی   | Kunimitsu Sekiguchi   | ۳              | ۰            | ۲۰۱۰ اکتبر ۰۸   | ۲۰۱۱ ژوئن ۰۷    |
| میچیهیرو یاسودا     | Michihiro Yasuda      | ۷              | ۱            | ۲۰۰۸ فوریه ۱۷   | ۲۰۱۱ ژوئن ۰۱    |
| دایکی یواماسا       | Daiki Iwamasa         | ۸              | ۰            | ۲۰۰۹ اکتبر ۱۰   | ۲۰۱۱ ژانویه ۲۹  |
| تاکویا هوندا        | Takuya Honda          | ۲              | ۰            | ۲۰۱۱ ژانویه ۱۷  | ۲۰۱۱ ژانویه ۲۵  |
| میتسورو ناگاتا      | Mitsuru Nagata        | ۲              | ۰            | ۲۰۱۰ سپتامبر ۰۷ | ۲۰۱۱ ژانویه ۲۱  |
| دایسوکه ماتسوی      | Daisuke Matsui        | ۳۱             | ۱            | ۲۰۰۳ ژوئن ۲۲    | ۲۰۱۱ ژانویه ۱۳  |
| هیدو هاشیموتو       | Hideo Hashimoto       | ۱۵             | ۰            | ۲۰۰۷ ژوئن ۰۱    | ۲۰۱۰ سپتامبر ۰۷ |
| سیگو نارازاکی       | Seigo Narazaki        | ۷۷             | ۰            | ۱۹۹۸ فوریه ۱۵   | ۲۰۱۰ سپتامبر ۰۷ |
| یوجی ناکازاوا       | Yuji Nakazawa         | ۱۱۰            | ۱۷           | ۱۹۹۹ سپتامبر ۰۸ | ۲۰۱۰ سپتامبر ۰۴ |
| مارسوس تولیو تاناکا | Marcus Tulio Tanaka   | ۴۳             | ۸            | ۲۰۰۶ اوت ۰۹     | ۲۰۱۰ ژوئن ۲۹    |
| کیجی تامادا         | Keiji Tamada          | ۷۲             | ۱۶           | ۲۰۰۴ مارس ۳۱    | ۲۰۱۰ ژوئن ۲۹    |
| جونیچی ایناموتو     | Junichi Inamoto       | ۸۲             | ۵            | ۲۰۰۰ فوریه ۰۵   | ۲۰۱۰ ژوئن ۲۴    |
| شونسوکی ناکامورا    | Shunsuke Nakamura     | ۹۸             | ۲۴           | ۲۰۰۰ فوریه ۱۳   | ۲۰۱۰ ژوئن ۱۹    |
| کیشو یانو           | Kisho Yano            | ۱۹             | ۲            | ۲۰۰۷ مارس ۲۴    | ۲۰۱۰ ژوئن ۱۴    |
| کوجی یاماس          | Koji Yamase           | ۱۳             | ۵            | ۲۰۰۶ اوت ۰۹     | ۲۰۱۰ آوریل ۰۷   |
| هیساتو ساتو         | Hisato Sato           | ۳۱             | ۴            | ۲۰۰۶ فوریه ۱۰   | ۲۰۱۰ فوریه ۱۴   |
| سوتا هیرایاما       | Sota Hirayama         | ۴              | ۳            | ۲۰۱۰ ژانویه ۰۶  | ۲۰۱۰ فوریه ۱۱   |
| میتسوو اوگاساوارا   | Mitsuo Ogasawara      | ۵۵             | ۷            | ۲۰۰۲ مارس ۲۱    | ۲۰۱۰ فوریه ۱۱   |
| کازوما واتاناب      | Kazuma Watanabe       | ۱              | ۰            | ۲۰۱۰ ژانویه ۰۶  | ۲۰۱۰ ژانویه ۰۶  |
| تاکوجی یونموتو      | Takuji Yonemoto       | ۱              | ۰            | ۲۰۱۰ ژانویه ۰۶  | ۲۰۱۰ ژانویه ۰۶  |
| کازویا یامامورا     | Kazuya Yamamura       | ۱              | ۰            | ۲۰۱۰ ژانویه ۰۶  | ۲۰۱۰ ژانویه ۰۶  |
| ناویا کیکوچی        | Naoya Kikuchi         | ۱              | ۰            | ۲۰۱۰ ژانویه ۰۶  | ۲۰۱۰ ژانویه ۰۶  |
| ناوکی یامادا        | Naoki Yamada          | ۲              | ۰            | ۲۰۰۹ مه ۲۷      | ۲۰۱۰ ژانویه ۰۶  |
| ریوتا تسوزوکی       | Ryota Tsuzuki         | ۶              | ۰            | ۲۰۰۱ ژوئن ۰۴    | ۲۰۰۹ سپتامبر ۰۹ |
| ساتوشی یاماگوچی     | Satoshi Yamaguchi     | ۲              | ۰            | ۲۰۰۹ مه ۲۷      | ۲۰۰۹ مه ۳۱      |
| تاتسویا تاناکا      | Tatsuya Tanaka        | ۱۶             | ۳            | ۲۰۰۵ ژوئیه ۳۱   | ۲۰۰۹ مارس ۲۸    |
| کازومیچی تاکاگی     | Kazumichi Takagi      | ۵              | ۰            | ۲۰۰۸ اوت ۲۰     | ۲۰۰۹ فوریه ۰۴   |
| سی‌یچیرو ماکی        | Seiichiro Maki        | ۳۸             | ۸            | ۲۰۰۵ ژوئیه ۳۱   | ۲۰۰۹ فوریه ۰۴   |
| شوهی ترادا          | Shuhei Terada         | ۶              | ۰            | ۲۰۰۸ مه ۲۷      | ۲۰۰۹ ژانویه ۲۸  |
| تاکشی اوکی          | Takeshi Aoki          | ۲              | ۰            | ۲۰۰۸ اوت ۲۰     | ۲۰۰۹ ژانویه ۲۰  |
| یوشیکاتسو کاواگوچی  | Yoshikatsu Kawaguchi  | ۱۱۶            | ۰            | ۱۹۹۷ فوریه ۱۳   | ۲۰۰۸ نوامبر ۱۹  |
| ماساشی وگورو        | Masashi Oguro         | ۲۲             | ۵            | ۲۰۰۵ ژانویه ۲۹  | ۲۰۰۸ اوت ۲۰     |
| شینجی اونو          | Shinji Ono            | ۵۶             | ۶            | ۱۹۹۸ آوریل ۰۱   | ۲۰۰۸ اوت ۲۰     |
| کیتا سوزوکی         | Keita Suzuki          | ۲۸             | ۰            | ۲۰۰۶ اوت ۰۹     | ۲۰۰۸ مه ۲۷      |
| نائوهیرو تاکاهارا   | Naohiro Takahara      | ۵۷             | ۲۳           | ۲۰۰۰ فوریه ۱۳   | ۲۰۰۸ مه ۲۷      |
| ساتورو یاماگیشی     | Satoru Yamagishi      | ۱۱             | ۰            | ۲۰۰۶ اکتبر ۰۴   | ۲۰۰۸ مارس ۲۶    |
| یوزو تاشیرو         | Yuzo Tashiro          | ۳              | ۰            | ۲۰۰۸ فوریه ۱۷   | ۲۰۰۸ فوریه ۲۳   |
| ریوجی باندو         | Ryuji Bando           | ۷              | ۲            | ۲۰۰۶ اکتبر ۰۴   | ۲۰۰۸ فوریه ۲۳   |
| آکیرا کاجی          | Akira Kaji            | ۶۴             | ۲            | ۲۰۰۳ اکتبر ۰۸   | ۲۰۰۸ فوریه ۲۳   |
| ناوتاکه هانیو       | Naotake Hanyu         | ۱۷             | ۰            | ۲۰۰۶ اوت ۱۶     | ۲۰۰۸ فوریه ۲۰   |
| دایکی تاکاماتسو     | Daiki Takamatsu       | ۲              | ۰            | ۲۰۰۶ نوامبر ۱۵  | ۲۰۰۷ اوت ۲۲     |
| کوکی میزونو         | Koki Mizuno           | ۴              | ۰            | ۲۰۰۷ مارس ۲۴    | ۲۰۰۷ ژوئیه ۱۶   |
| کوجی ناکاتا         | Koji Nakata           | ۵۷             | ۲            | ۲۰۰۰ فوریه ۰۵   | ۲۰۰۷ ژوئن ۰۵    |
| کیسوکه تسوبوی       | Keisuke Tsuboi        | ۴۰             | ۰            | ۲۰۰۳ ژوئن ۱۱    | ۲۰۰۷ ژوئن ۰۱    |
| کازوکی گاناها       | Kazuki Ganaha         | ۶              | ۳            | ۲۰۰۶ اوت ۰۹     | ۲۰۰۶ نوامبر ۱۵  |
| السساندرو سانتوس    | Alessandro Santos     | ۸۲             | ۷            | ۲۰۰۲ مارس ۲۱    | ۲۰۰۶ نوامبر ۱۵  |
| تاکاهیرو فوتاگاوا   | Takahiro Futagawa     | ۱              | ۰            | ۲۰۰۶ اکتبر ۰۴   | ۲۰۰۶ اکتبر ۰۴   |
| تسوکاسا اومساکی     | Tsukasa Umesaki       | ۱              | ۰            | ۲۰۰۶ سپتامبر ۰۶ | ۲۰۰۶ سپتامبر ۰۶ |
| یوتو ساتو           | Yuto Sato             | ۱              | ۰            | ۲۰۰۶ اوت ۱۶     | ۲۰۰۶ اوت ۱۶     |
| دایسوکه ساکاتا      | Daisuke Sakata        | ۱              | ۰            | ۲۰۰۶ اوت ۰۹     | ۲۰۰۶ اوت ۰۹     |
| ناوشی ناکامورا      | Naoshi Nakamura       | ۱              | ۰            | ۲۰۰۶ اوت ۰۹     | ۲۰۰۶ اوت ۰۹     |
| دایگو کوبایاشی      | Daigo Kobayashi       | ۱              | ۰            | ۲۰۰۶ اوت ۰۹     | ۲۰۰۶ اوت ۰۹     |
| هایوما تاناکا       | Hayuma Tanaka         | ۱              | ۰            | ۲۰۰۶ اوت ۰۹     | ۲۰۰۶ اوت ۰۹     |
| هیدتوشی ناکاتا      | Hidetoshi Nakata      | ۷۷             | ۱۱           | ۱۹۹۷ مه ۲۱      | ۲۰۰۶ ژوئن ۲۲    |
| تسونیاسو می‌یاموتو   | Tsuneyasu Miyamoto    | ۷۱             | ۳            | ۲۰۰۰ ژوئن ۱۸    | ۲۰۰۶ ژوئن ۱۸    |
| تاکاشی فوکونیشی     | Takashi Fukunishi     | ۶۴             | ۷            | ۱۹۹۹ ژوئن ۲۹    | ۲۰۰۶ ژوئن ۱۸    |
| آتسوشی یاناگیساوا   | Atsushi Yanagisawa    | ۵۸             | ۱۷           | ۱۹۹۸ فوریه ۱۵   | ۲۰۰۶ ژوئن ۱۸    |
| ترویوکی مونیوا      | Teruyuki Moniwa       | ۹              | ۱            | ۲۰۰۳ اکتبر ۰۸   | ۲۰۰۶ ژوئن ۱۲    |
| تاتسوهیکو کوبو      | Tatsuhiko Kubo        | ۳۲             | ۱۱           | ۱۹۹۸ اکتبر ۲۸   | ۲۰۰۶ مه ۱۳      |
| شینجی مورای         | Shinji Murai          | ۵              | ۰            | ۲۰۰۵ اوت ۰۳     | ۲۰۰۶ مه ۰۹      |
| ماکوتو تاناکا       | Makoto Tanaka         | ۳۲             | ۰            | ۲۰۰۴ آوریل ۲۵   | ۲۰۰۶ مه ۰۹      |
| ماساشی موتویاما     | Masashi Motoyama      | ۲۸             | ۰            | ۲۰۰۰ ژوئن ۱۸    | ۲۰۰۶ فوریه ۱۸   |
| یوشینوبو مینووا     | Yoshinobu Minowa      | ۱              | ۰            | ۲۰۰۵ اکتبر ۱۲   | ۲۰۰۵ اکتبر ۱۲   |
| تاکایوکی سوزوکی     | Takayuki Suzuki       | ۵۵             | ۱۱           | ۲۰۰۱ آوریل ۲۵   | ۲۰۰۵ اکتبر ۱۲   |
| یویچی دوی           | Yoichi Doi            | ۴              | ۰            | ۲۰۰۴ فوریه ۰۷   | ۲۰۰۵ اکتبر ۰۸   |
| تاکایوکی چانو       | Takayuki Chano        | ۷              | ۰            | ۲۰۰۴ آوریل ۲۵   | ۲۰۰۵ اوت ۰۷     |
| آتسوهیرو میورا      | Atsuhiro Miura        | ۲۵             | ۱            | ۱۹۹۹ ژوئن ۰۶    | ۲۰۰۵ مه ۲۲      |
| ناوکی ماتسودا       | Naoki Matsuda         | ۴۰             | ۱            | ۲۰۰۰ فوریه ۰۵   | ۲۰۰۵ ژانویه ۲۹  |
| توشی‌یا فوجیتا       | Toshiya Fujita        | ۲۴             | ۳            | ۱۹۹۵ فوریه ۱۵   | ۲۰۰۵ ژانویه ۲۹  |
| تاکویا یامادا       | Takuya Yamada         | ۴              | ۰            | ۲۰۰۳ دسامبر ۰۷  | ۲۰۰۴ اوت ۱۸     |
| نوریهیرو نیشی       | Norihiro Nishi        | ۵              | ۰            | ۲۰۰۴ آوریل ۲۵   | ۲۰۰۴ اوت ۰۳     |
| نوبوهیسا یامادا     | Nobuhisa Yamada       | ۱۵             | ۱            | ۲۰۰۲ نوامبر ۲۰  | ۲۰۰۴ فوریه ۱۸   |
| ترواکی کوروب        | Teruaki Kurobe        | ۴              | ۰            | ۲۰۰۳ مارس ۲۸    | ۲۰۰۴ فوریه ۰۷   |
| دایسوکهوکو          | Daisuke Oku           | ۲۶             | ۲            | ۱۹۹۸ اکتبر ۲۸   | ۲۰۰۴ فوریه ۰۷   |
| هیتوشی سوگاهاتا     | Hitoshi Sogahata      | ۴              | ۰            | ۲۰۰۱ نوامبر ۰۷  | ۲۰۰۳ سپتامبر ۱۰ |
| یویچیرو ناگای       | Yuichiro Nagai        | ۴              | ۱            | ۲۰۰۳ آوریل ۱۶   | ۲۰۰۳ ژوئن ۲۲    |
| ریوزو موریوکا       | Ryuzo Morioka         | ۳۸             | ۰            | ۱۹۹۹ مارس ۳۱    | ۲۰۰۳ ژوئن ۰۸    |
| توشیهیرو هاتتوری    | Toshihiro Hattori     | ۴۴             | ۲            | ۱۹۹۶ سپتامبر ۱۱ | ۲۰۰۳ ژوئن ۰۸    |
| یوتاکا آکیتا        | Yutaka Akita          | ۴۴             | ۴            | ۱۹۹۵ اکتبر ۲۴   | ۲۰۰۳ ژوئن ۰۸    |
| آکیرا ناراهاشی      | Akira Narahashi       | ۳۸             | ۰            | ۱۹۹۴ سپتامبر ۲۷ | ۲۰۰۳ ژوئن ۰۸    |
| ماساشی ناکایاما     | Masashi Nakayama      | ۵۳             | ۲۱           | ۱۹۹۰ ژوئیه ۳۱   | ۲۰۰۳ ژوئن ۰۸    |
| یوشیترو یاماشیتا    | Yoshiteru Yamashita   | ۳              | ۰            | ۲۰۰۱ ژوئن ۰۴    | ۲۰۰۳ آوریل ۱۶   |
| یسوکه ناکانیشی      | Eisuke Nakanishi      | ۱۴             | ۰            | ۱۹۹۷ سپتامبر ۰۷ | ۲۰۰۲ نوامبر ۲۰  |
| کازویوکی تودا       | Kazuyuki Toda         | ۲۰             | ۱            | ۲۰۰۱ مه ۳۱      | ۲۰۰۲ ژوئن ۱۸    |
| توموکازو میوجین     | Tomokazu Myojin       | ۲۶             | ۳            | ۲۰۰۰ فوریه ۱۳   | ۲۰۰۲ ژوئن ۱۸    |
| دایسوکه یچیکاوا     | Daisuke Ichikawa      | ۱۰             | ۰            | ۱۹۹۸ آوریل ۰۱   | ۲۰۰۲ ژوئن ۱۸    |
| آکینوری نیشیزاوا    | Akinori Nishizawa     | ۲۹             | ۱۰           | ۱۹۹۷ مه ۲۱      | ۲۰۰۲ ژوئن ۱۸    |
| هیرواکی موریشیما    | Hiroaki Morishima     | ۶۴             | ۱۲           | ۱۹۹۵ مه ۲۱      | ۲۰۰۲ ژوئن ۱۸    |
| یاسوهیرو هاتو       | Yasuhiro Hato         | ۱۵             | ۰            | ۲۰۰۱ آوریل ۲۵   | ۲۰۰۲ مه ۰۲      |
| ترویوشی یتو         | Teruyoshi Ito         | ۲۷             | ۰            | ۱۹۹۷ ژوئن ۰۸    | ۲۰۰۱ نوامبر ۰۷  |
| نوزومی هیرویاما     | Nozomi Hiroyama       | ۲              | ۰            | ۲۰۰۱ اکتبر ۰۴   | ۲۰۰۱ اکتبر ۰۷   |
| چیکارا فوجیموتو     | Chikara Fujimoto      | ۲              | ۰            | ۲۰۰۱ ژوئیه ۰۱   | ۲۰۰۱ اکتبر ۰۴   |
| کنیچی ئمورا         | Kenichi Uemura        | ۴              | ۰            | ۲۰۰۱ آوریل ۲۵   | ۲۰۰۱ ژوئن ۰۷    |
| هیروشی نانامی       | Hiroshi Nanami        | ۶۷             | ۹            | ۱۹۹۵ اوت ۰۶     | ۲۰۰۱ آوریل ۲۵   |
| شیگیوشی موچیزوکی    | Shigeyoshi Mochizuki  | ۱۵             | ۱            | ۱۹۹۷ ژوئن ۱۵    | ۲۰۰۱ مارس ۲۴    |
| شوجی جو             | Shoji Jo              | ۳۵             | ۷            | ۱۹۹۵ سپتامبر ۲۰ | ۲۰۰۱ مارس ۲۴    |
| تومویوکی ساکای      | Tomoyuki Sakai        | ۱              | ۰            | ۲۰۰۰ دسامبر ۲۰  | ۲۰۰۰ دسامبر ۲۰  |
| هیداکی کیتاجیما     | Hideaki Kitajima      | ۳              | ۱            | ۲۰۰۰ اکتبر ۱۷   | ۲۰۰۰ دسامبر ۲۰  |
| کیجی کایموتو        | Keiji Kaimoto         | ۱              | ۰            | ۲۰۰۰ اکتبر ۲۰   | ۲۰۰۰ اکتبر ۲۰   |
| دایجیرو تاکاکووا    | Daijiro Takakuwa      | ۱              | ۰            | ۲۰۰۰ اکتبر ۲۰   | ۲۰۰۰ اکتبر ۲۰   |
| گو ویوا             | Go Oiwa               | ۳              | ۰            | ۲۰۰۰ فوریه ۰۵   | ۲۰۰۰ ژوئن ۱۱    |
| یوشیهارو ئنو        | Yoshiharu Ueno        | ۱              | ۰            | ۲۰۰۰ ژوئن ۰۶    | ۲۰۰۰ ژوئن ۰۶    |
| کازویوشی میورا      | Kazuyoshi Miura       | ۸۹             | ۵۵           | ۱۹۹۰ سپتامبر ۲۶ | ۲۰۰۰ ژوئن ۰۶    |
| هیرومی کوجیما       | Hiromi Kojima         | ۱              | ۰            | ۲۰۰۰ آوریل ۲۶   | ۲۰۰۰ آوریل ۲۶   |
| تاکاشی هیرانو       | Takashi Hirano        | ۱۵             | ۴            | ۱۹۹۷ ژوئن ۰۸    | ۲۰۰۰ فوریه ۲۰   |
| ماسااکی ساوانوبوری  | Masaaki Sawanobori    | ۱۶             | ۳            | ۱۹۹۳ آوریل ۰۸   | ۲۰۰۰ فوریه ۲۰   |
| آتسوشی یونیاما      | Atsushi Yoneyama      | ۱              | ۰            | ۲۰۰۰ فوریه ۱۶   | ۲۰۰۰ فوریه ۱۶   |
| تومویوکی هیراس      | Tomoyuki Hirase       | ۲              | ۰            | ۲۰۰۰ فوریه ۰۵   | ۲۰۰۰ فوریه ۱۳   |
| واگنر لوپس          | Wagner Lopes          | ۲۰             | ۵            | ۱۹۹۷ سپتامبر ۲۸ | ۱۹۹۹ سپتامبر ۰۸ |
| ناوکی سوما          | Naoki Soma            | ۵۸             | ۴            | ۱۹۹۵ مه ۲۸      | ۱۹۹۹ سپتامبر ۰۸ |
| ماسایوکی وکانو      | Masayuki Okano        | ۲۵             | ۲            | ۱۹۹۵ سپتامبر ۲۰ | ۱۹۹۹ ژوئیه ۰۵   |
| ماسامی ایهارا       | Masami Ihara          | ۱۲۲            | ۵            | ۱۹۸۸ ژانویه ۲۷  | ۱۹۹۹ ژوئیه ۰۵   |
| کوتا یوشیهارا       | Kota Yoshihara        | ۱              | ۰            | ۱۹۹۹ ژوئیه ۰۲   | ۱۹۹۹ ژوئیه ۰۲   |
| ماساهیرو آندو       | Masahiro Ando         | ۱              | ۰            | ۱۹۹۹ ژوئیه ۰۲   | ۱۹۹۹ ژوئیه ۰۲   |
| توشیهیده سایتو      | Toshihide Saito       | ۱۷             | ۰            | ۱۹۹۶ اوت ۲۵     | ۱۹۹۹ ژوئیه ۰۲   |
| کازواکی تاساکا      | Kazuaki Tasaka        | ۷              | ۰            | ۱۹۹۵ مه ۲۸      | ۱۹۹۹ ژوئن ۲۹    |
| تسویوشی کیتازاوا    | Tsuyoshi Kitazawa     | ۵۸             | ۳            | ۱۹۹۱ ژوئن ۰۲    | ۱۹۹۹ ژوئن ۰۶    |
| تاکاشی شیمودا       | Takashi Shimoda       | ۱              | ۰            | ۱۹۹۹ مارس ۳۱    | ۱۹۹۹ مارس ۳۱    |
| نوریو ومورا         | Norio Omura           | ۳۰             | ۴            | ۱۹۹۵ مه ۲۱      | ۱۹۹۸ ژوئن ۲۶    |
| موتوهیرو یاماگوچی   | Motohiro Yamaguchi    | ۵۸             | ۴            | ۱۹۹۵ ژانویه ۰۶  | ۱۹۹۸ ژوئن ۲۶    |
| تاداتوشی ماسودا     | Tadatoshi Masuda      | ۱              | ۰            | ۱۹۹۸ فوریه ۱۵   | ۱۹۹۸ فوریه ۱۵   |
| تاداشی ناکامورا     | Tadashi Nakamura      | ۱۶             | ۰            | ۱۹۹۵ فوریه ۱۵   | ۱۹۹۸ فوریه ۱۵   |
| تاکویا تاکاگی       | Takuya Takagi         | ۴۴             | ۲۷           | ۱۹۹۲ مه ۳۱      | ۱۹۹۷ نوامبر ۰۸  |
| یاسوتو هوندا        | Yasuto Honda          | ۲۹             | ۱            | ۱۹۹۵ اکتبر ۲۴   | ۱۹۹۷ اکتبر ۲۶   |
| تاکشی واتانابه      | Takeshi Watanabe      | ۱              | ۰            | ۱۹۹۷ اوت ۱۳     | ۱۹۹۷ اوت ۱۳     |
| ریوجی میچیکی        | Ryuji Michiki         | ۴              | ۰            | ۱۹۹۶ اکتبر ۱۳   | ۱۹۹۷ اوت ۱۳     |
| هیدتو سوزوکی        | Hideto Suzuki         | ۱              | ۰            | ۱۹۹۷ ژوئن ۲۸    | ۱۹۹۷ ژوئن ۲۸    |
| یاسویوکی موری‌یاما   | Yasuyuki Moriyama     | ۱              | ۰            | ۱۹۹۷ ژوئن ۱۵    | ۱۹۹۷ ژوئن ۱۵    |
| هیروشیگه یاناگیموتو | Hiroshige Yanagimoto  | ۳۰             | ۰            | ۱۹۹۵ ژانویه ۰۸  | ۱۹۹۷ مارس ۲۷    |
| ماساکی‌یو مازونو     | Masakiyo Maezono      | ۱۹             | ۴            | ۱۹۹۴ مه ۲۲      | ۱۹۹۷ مارس ۱۵    |
| هیساشی کوروساکی     | Hisashi Kurosaki      | ۲۴             | ۴            | ۱۹۸۹ مه ۰۵      | ۱۹۹۷ فوریه ۱۳   |
| کنیچی شیموکاوا      | Kenichi Shimokawa     | ۹              | ۰            | ۱۹۹۵ ژوئن ۱۰    | ۱۹۹۷ فوریه ۰۹   |
| ناوکی ساکای         | Naoki Sakai           | ۱              | ۰            | ۱۹۹۶ اکتبر ۱۳   | ۱۹۹۶ اکتبر ۱۳   |
| کازویا ماکاوا       | Kazuya Maekawa        | ۱۷             | ۰            | ۱۹۹۲ ژوئن ۰۷    | ۱۹۹۶ اکتبر ۱۳   |
| یوشی‌یوکی هاسگاوا    | Yoshiyuki Hasegawa    | ۶              | ۰            | ۱۹۹۵ فوریه ۱۵   | ۱۹۹۶ مه ۲۹      |
| ماساکی تسوچیهاشی    | Masaki Tsuchihashi    | ۱              | ۰            | ۱۹۹۶ مه ۲۶      | ۱۹۹۶ مه ۲۶      |
| نوبویوکی کوجیما     | Nobuyuki Kojima       | ۴              | ۰            | ۱۹۹۵ ژوئن ۰۶    | ۱۹۹۶ فوریه ۱۹   |
| هاجیمه موری‌یاسو     | Hajime Moriyasu       | ۳۵             | ۱            | ۱۹۹۲ مه ۳۱      | ۱۹۹۶ فوریه ۱۹   |
| ماساهارو سوزوکی     | Masaharu Suzuki       | ۲              | ۰            | ۱۹۹۵ اکتبر ۲۴   | ۱۹۹۶ فوریه ۱۴   |
| کنتارو ساوادا       | Kentaro Sawada        | ۴              | ۰            | ۱۹۹۵ سپتامبر ۲۰ | ۱۹۹۶ فوریه ۱۴   |
| شینکیچی کیکوچی      | Shinkichi Kikuchi     | ۷              | ۰            | ۱۹۹۴ سپتامبر ۲۷ | ۱۹۹۵ اکتبر ۲۸   |
| ماساهیرو فوکودا     | Masahiro Fukuda       | ۴۵             | ۹            | ۱۹۹۰ ژوئیه ۲۷   | ۱۹۹۵ اکتبر ۲۸   |
| تتسوجی هاشیراتانی   | Tetsuji Hashiratani   | ۷۲             | ۶            | ۱۹۸۸ ژانویه ۲۷  | ۱۹۹۵ اکتبر ۲۸   |
| کنتارو هایاشی       | Kentaro Hayashi       | ۲              | ۰            | ۱۹۹۵ اوت ۰۶     | ۱۹۹۵ اوت ۰۹     |
| روی راموس           | Ruy Ramos             | ۳۲             | ۱            | ۱۹۹۰ سپتامبر ۲۶ | ۱۹۹۵ اوت ۰۹     |
| کوجی نوگوچی         | Koji Noguchi          | ۱              | ۰            | ۱۹۹۵ اوت ۰۶     | ۱۹۹۵ اوت ۰۶     |
| کاتسوو کاندا        | Katsuo Kanda          | ۱              | ۰            | ۱۹۹۵ مه ۲۸      | ۱۹۹۵ مه ۲۸      |
| کنتا هاسگاوا        | Kenta Hasegawa        | ۲۷             | ۴            | ۱۹۸۹ ژانویه ۲۰  | ۱۹۹۵ فوریه ۲۶   |
| شیگتاتسو ماتسوناگا  | Shigetatsu Matsunaga  | ۴۰             | ۰            | ۱۹۸۸ اکتبر ۲۶   | ۱۹۹۵ فوریه ۲۶   |
| ساتوشی تسونامی      | Satoshi Tsunami       | ۷۸             | ۲            | ۱۹۸۰ دسامبر ۲۲  | ۱۹۹۵ فوریه ۲۱   |
| هیرومیتسو یسوگای    | Hiromitsu Isogai      | ۲              | ۰            | ۱۹۹۵ ژانویه ۰۶  | ۱۹۹۵ ژانویه ۰۸  |
| توشیهیرو یاماگوچی   | Toshihiro Yamaguchi   | ۴              | ۰            | ۱۹۹۴ ژوئیه ۰۸   | ۱۹۹۵ ژانویه ۰۸  |
| یوشیهیرو ناتسوکا    | Yoshihiro Natsuka     | ۱۱             | ۱            | ۱۹۹۴ مه ۲۲      | ۱۹۹۵ ژانویه ۰۸  |
| تاکومی هوری‌یک       | Takumi Horiike        | ۵۸             | ۲            | ۱۹۸۶ اوت ۰۱     | ۱۹۹۵ ژانویه ۰۸  |
| یوشیرو موری‌یاما     | Yoshiro Moriyama      | ۷              | ۰            | ۱۹۹۴ ژوئیه ۰۸   | ۱۹۹۴ اکتبر ۱۱   |
| ماساهیرو ندو        | Masahiro Endo         | ۸              | ۰            | ۱۹۹۴ مه ۲۹      | ۱۹۹۴ اکتبر ۱۱   |
| تروو یواموتو        | Teruo Iwamoto         | ۹              | ۲            | ۱۹۹۴ مه ۲۲      | ۱۹۹۴ اکتبر ۱۱   |
| تاکافومی وگورا      | Takafumi Ogura        | ۵              | ۱            | ۱۹۹۴ مه ۲۲      | ۱۹۹۴ اکتبر ۰۹   |
| نوبوهیرو تاکدا      | Nobuhiro Takeda       | ۱۸             | ۱            | ۱۹۸۷ آوریل ۰۸   | ۱۹۹۴ اکتبر ۰۳   |
| ناوتو وتاک          | Naoto Otake           | ۱              | ۰            | ۱۹۹۴ سپتامبر ۲۷ | ۱۹۹۴ سپتامبر ۲۷ |
| تاکاهیرو یامادا     | Takahiro Yamada       | ۱              | ۰            | ۱۹۹۴ سپتامبر ۲۷ | ۱۹۹۴ سپتامبر ۲۷ |
| کنجی هوننامی        | Kenji Honnami         | ۳              | ۰            | ۱۹۹۴ مه ۲۹      | ۱۹۹۴ ژوئیه ۱۴   |
| تتسویا آسانو        | Tetsuya Asano         | ۸              | ۱            | ۱۹۹۱ ژوئن ۰۲    | ۱۹۹۴ ژوئیه ۱۴   |
| کوجی کوندو          | Koji Kondo            | ۲              | ۰            | ۱۹۹۴ مه ۲۲      | ۱۹۹۴ مه ۲۹      |
| یوشیاکی ساتو        | Yoshiaki Sato         | ۱              | ۰            | ۱۹۹۴ مه ۲۲      | ۱۹۹۴ مه ۲۲      |
| میتسونوری یوشیدا    | Mitsunori Yoshida     | ۳۵             | ۲            | ۱۹۸۸ ژوئن ۰۲    | ۱۹۹۳ اکتبر ۲۸   |
| توشینوبو کاتسویا    | Toshinobu Katsuya     | ۲۷             | ۰            | ۱۹۸۵ سپتامبر ۲۲ | ۱۹۹۳ اکتبر ۲۸   |
| یاسوتوشی میورا      | Yasutoshi Miura       | ۳              | ۰            | ۱۹۹۳ اکتبر ۰۴   | ۱۹۹۳ اکتبر ۱۸   |
| هیروشی هیراکاوا     | Hiroshi Hirakawa      | ۱۳             | ۰            | ۱۹۸۵ مارس ۲۱    | ۱۹۹۲ ژوئن ۰۷    |
| یاسوهارو سوریماچی   | Yasuharu Sorimachi    | ۴              | ۰            | ۱۹۹۰ ژوئیه ۲۷   | ۱۹۹۱ ژوئیه ۲۷   |
| آکیهیرو ناگاشیما    | Akihiro Nagashima     | ۴              | ۰            | ۱۹۹۰ ژوئیه ۲۷   | ۱۹۹۱ ژوئیه ۲۷   |
| یوجی ساکاکورا       | Yuji Sakakura         | ۶              | ۰            | ۱۹۹۰ ژوئیه ۲۷   | ۱۹۹۱ ژوئیه ۲۷   |
| ماساناو ساساکی      | Masanao Sasaki        | ۲۰             | ۰            | ۱۹۸۸ ژوئن ۰۲    | ۱۹۹۱ ژوئن ۰۲    |
| شینیچی موریشیتا     | Shinichi Morishita    | ۲۸             | ۰            | ۱۹۸۵ ژوئن ۰۴    | ۱۹۹۱ ژوئن ۰۲    |
| شیرو کیکوهارا       | Shiro Kikuhara        | ۵              | ۰            | ۱۹۹۰ ژوئیه ۲۹   | ۱۹۹۰ اکتبر ۰۱   |
| کاتسویوشی شینتو     | Katsuyoshi Shinto     | ۱۵             | ۱            | ۱۹۸۷ مه ۲۷      | ۱۹۹۰ اکتبر ۰۱   |
| تورو سانو           | Toru Sano             | ۹              | ۰            | ۱۹۸۸ ژانویه ۲۷  | ۱۹۹۰ سپتامبر ۲۸ |
| کاتسومی ونوکی       | Katsumi Oenoki        | ۵              | ۰            | ۱۹۸۹ مه ۰۵      | ۱۹۹۰ ژوئیه ۲۹   |
| شینیچیرو تانی       | Shinichiro Tani       | ۱              | ۰            | ۱۹۹۰ ژوئیه ۲۷   | ۱۹۹۰ ژوئیه ۲۷   |
| آتسوشی ناتوری       | Atsushi Natori        | ۶              | ۰            | ۱۹۸۸ اکتبر ۲۶   | ۱۹۸۹ ژوئیه ۲۳   |
| ساتورو موچیزوکی     | Satoru Mochizuki      | ۷              | ۰            | ۱۹۸۸ ژانویه ۲۷  | ۱۹۸۹ ژوئیه ۲۳   |
| یوشی‌یوکی ماتسویاما  | Yoshiyuki Matsuyama   | ۱۰             | ۴            | ۱۹۸۷ آوریل ۰۸   | ۱۹۸۹ ژوئیه ۲۳   |
| تاکاشی میزونوما     | Takashi Mizunuma      | ۳۲             | ۷            | ۱۹۸۴ آوریل ۱۸   | ۱۹۸۹ ژوئیه ۲۳   |
| تومویوکی کاجینو     | Tomoyuki Kajino       | ۹              | ۱            | ۱۹۸۸ ژوئن ۰۲    | ۱۹۸۹ ژوئن ۲۵    |
| اسامو مائدا         | Osamu Maeda           | ۱۴             | ۶            | ۱۹۸۸ ژانویه ۲۷  | ۱۹۸۹ ژوئن ۱۸    |
| ماسااکی موری        | Masaaki Mori          | ۸              | ۰            | ۱۹۸۸ ژوئن ۰۲    | ۱۹۸۹ ژوئن ۰۴    |
| تومویاسو اساوکا     | Tomoyasu Asaoka       | ۸              | ۰            | ۱۹۸۷ آوریل ۱۲   | ۱۹۸۹ مه ۰۵      |
| کاتسوهیرو کوساکی    | Katsuhiro Kusaki      | ۲              | ۰            | ۱۹۸۸ ژانویه ۲۷  | ۱۹۸۸ اکتبر ۲۶   |
| هیرومی هارا         | Hiromi Hara           | ۷۵             | ۳۷           | ۱۹۷۸ نوامبر ۱۹  | ۱۹۸۸ اکتبر ۲۶   |
| کی‌یوتاکا ماتسوی     | Kiyotaka Matsui       | ۱۵             | ۰            | ۱۹۸۴ مه ۳۱      | ۱۹۸۸ ژوئن ۰۲    |
| یوجی سوگانو         | Yuji Sugano           | ۱              | ۰            | ۱۹۸۸ فوریه ۰۲   | ۱۹۸۸ فوریه ۰۲   |
| ساتوشی تزوکا        | Satoshi Tezuka        | ۲۵             | ۲            | ۱۹۸۰ ژوئن ۱۱    | ۱۹۸۸ فوریه ۰۲   |
| نوبویو فوجیشیرو     | Nobuyo Fujishiro      | ۲              | ۰            | ۱۹۸۸ ژانویه ۲۷  | ۱۹۸۸ ژانویه ۳۰  |
| آکیهیرو نیشیمورا    | Akihiro Nishimura     | ۴۹             | ۲            | ۱۹۸۰ ژوئن ۱۸    | ۱۹۸۸ ژانویه ۳۰  |
| کونیهارو ناکاموتو   | Kuniharu Nakamoto     | ۵              | ۰            | ۱۹۸۷ سپتامبر ۰۲ | ۱۹۸۷ اکتبر ۲۶   |
| هیساشی کاتو         | Hisashi Kato          | ۶۱             | ۶            | ۱۹۷۸ نوامبر ۲۳  | ۱۹۸۷ اکتبر ۲۶   |
| یاسوهیکو وکودرا     | Yasuhiko Okudera      | ۳۲             | ۹            | ۱۹۷۲ ژوئیه ۱۲   | ۱۹۸۷ اکتبر ۲۶   |
| یاسوهارو کوراتا     | Yasuharu Kurata       | ۶              | ۰            | ۱۹۸۶ سپتامبر ۲۰ | ۱۹۸۷ سپتامبر ۲۶ |
| توشیو ماتسوورا      | Toshio Matsuura       | ۲۲             | ۶            | ۱۹۸۱ ژوئن ۰۲    | ۱۹۸۷ سپتامبر ۲۶ |
| کازوو چیگو          | Kazuo Echigo          | ۶              | ۱            | ۱۹۸۶ ژوئیه ۲۵   | ۱۹۸۷ سپتامبر ۱۸ |
| هیساشی کانکو        | Hisashi Kaneko        | ۷              | ۱            | ۱۹۸۶ ژوئیه ۲۵   | ۱۹۸۷ سپتامبر ۱۸ |
| ساتوشی می‌یاوچی      | Satoshi Miyauchi      | ۲۰             | ۰            | ۱۹۸۴ سپتامبر ۳۰ | ۱۹۸۷ سپتامبر ۱۸ |
| یاسوتارو ماتسوکی    | Yasutaro Matsuki      | ۱۱             | ۰            | ۱۹۸۴ آوریل ۱۵   | ۱۹۸۶ سپتامبر ۲۸ |
| کویچی هاشیراتانی    | Koichi Hashiratani    | ۲۹             | ۳            | ۱۹۸۱ فوریه ۰۸   | ۱۹۸۶ سپتامبر ۲۸ |
| کازوشی کیمورا       | Kazushi Kimura        | ۵۴             | ۲۶           | ۱۹۷۹ مه ۳۱      | ۱۹۸۶ سپتامبر ۲۸ |
| یوشینوری یشیگامی    | Yoshinori Ishigami    | ۱۲             | ۰            | ۱۹۸۴ سپتامبر ۳۰ | ۱۹۸۶ سپتامبر ۲۴ |
| وسامو تانیناکا      | Osamu Taninaka        | ۳              | ۰            | ۱۹۸۴ سپتامبر ۳۰ | ۱۹۸۶ اوت ۰۱     |
| جرج یوناشیرو        | George Yonashiro      | ۲              | ۰            | ۱۹۸۵ اکتبر ۲۶   | ۱۹۸۵ نوامبر ۰۳  |
| تتسویا توتسوکا      | Tetsuya Totsuka       | ۱۸             | ۳            | ۱۹۸۰ دسامبر ۲۲  | ۱۹۸۵ نوامبر ۰۳  |
| تاکشی کوشیدا        | Takeshi Koshida       | ۱۹             | ۰            | ۱۹۸۰ دسامبر ۲۲  | ۱۹۸۵ نوامبر ۰۳  |
| یوتاکا یکوچی        | Yutaka Ikeuchi        | ۸              | ۰            | ۱۹۸۳ فوریه ۱۲   | ۱۹۸۵ اوت ۱۱     |
| تاکشی اوکادا        | Takeshi Okada         | ۲۴             | ۱            | ۱۹۸۰ ژوئن ۰۹    | ۱۹۸۵ اوت ۱۱     |
| شینوبو یکدا         | Shinobu Ikeda         | ۱              | ۰            | ۱۹۸۵ ژوئن ۰۴    | ۱۹۸۵ ژوئن ۰۴    |
| شینجی تاناکا        | Shinji Tanaka         | ۱۷             | ۰            | ۱۹۸۰ مارس ۳۰    | ۱۹۸۵ ژوئن ۰۴    |
| کازواکی ناگاساوا    | Kazuaki Nagasawa      | ۹              | ۰            | ۱۹۷۸ ژوئیه ۱۳   | ۱۹۸۵ ژوئن ۰۴    |
| ماسارو وچی‌یاما      | Masaru Uchiyama       | ۱              | ۰            | ۱۹۸۵ مه ۲۶      | ۱۹۸۵ مه ۲۶      |
| اتسوشی وچی‌یاما      | Atsushi Uchiyama      | ۲              | ۰            | ۱۹۸۴ سپتامبر ۳۰ | ۱۹۸۵ فوریه ۲۳   |
| کوجی تاناکا         | Koji Tanaka           | ۲۰             | ۳            | ۱۹۸۲ ژوئیه ۱۵   | ۱۹۸۴ مه ۳۱      |
| نوبوتوشی کاندا      | Nobutoshi Kaneda      | ۵۸             | ۶            | ۱۹۷۷ ژوئن ۱۵    | ۱۹۸۴ مه ۳۱      |
| کازومی تسوبوتا      | Kazumi Tsubota        | ۷              | ۰            | ۱۹۸۱ مارس ۰۸    | ۱۹۸۴ آوریل ۲۶   |
| کازوو سایتو         | Kazuo Saito           | ۳۲             | ۰            | ۱۹۷۶ ژانویه ۲۸  | ۱۹۸۴ آوریل ۲۶   |
| هیدکی مادا          | Hideki Maeda          | ۶۵             | ۱۱           | ۱۹۷۵ اوت ۰۴     | ۱۹۸۴ آوریل ۲۶   |
| هیرویوکی وسوی       | Hiroyuki Usui         | ۳۸             | ۱۵           | ۱۹۷۴ فوریه ۱۲   | ۱۹۸۴ آوریل ۲۶   |
| میتسوهیسا تاگوچی    | Mitsuhisa Taguchi     | ۵۹             | ۰            | ۱۹۷۵ سپتامبر ۰۸ | ۱۹۸۴ آوریل ۲۱   |
| ماسافومی یوکویاما   | Masafumi Yokoyama     | ۳۱             | ۱۰           | ۱۹۷۹ اوت ۲۳     | ۱۹۸۴ آوریل ۱۸   |
| تتسوو سوگاماتا      | Tetsuo Sugamata       | ۲۳             | ۰            | ۱۹۷۸ ژوئیه ۲۳   | ۱۹۸۴ آوریل ۱۵   |
| یاهیرو کازاما       | Yahiro Kazama         | ۱۹             | ۰            | ۱۹۸۰ دسامبر ۲۲  | ۱۹۸۳ سپتامبر ۲۵ |
| کازو اوزاکی         | Kazuo Ozaki           | ۱۷             | ۳            | ۱۹۸۱ فوریه ۰۸   | ۱۹۸۳ مارس ۰۶    |
| هیروشی یوشیدا       | Hiroshi Yoshida       | ۹              | ۱            | ۱۹۸۱ فوریه ۰۸   | ۱۹۸۳ فوریه ۲۵   |
| تورو یوشیکاوا       | Toru Yoshikawa        | ۱              | ۰            | ۱۹۸۳ فوریه ۱۲   | ۱۹۸۳ فوریه ۱۲   |
| میتسوگو نومورا      | Mitsugu Nomura        | ۱۲             | ۰            | ۱۹۸۱ ژوئن ۰۲    | ۱۹۸۲ ژوئیه ۱۸   |
| ریویچی کاواکاتسو    | Ryoichi Kawakatsu     | ۱۳             | ۰            | ۱۹۸۱ فوریه ۰۸   | ۱۹۸۲ ژوئیه ۱۸   |
| ماسااکی کاتو        | Masaaki Kato          | ۳              | ۱            | ۱۹۸۱ اوت ۳۰     | ۱۹۸۱ سپتامبر ۰۸ |
| توشیهیکو وکیمون     | Toshihiko Okimune     | ۲              | ۰            | ۱۹۸۱ اوت ۳۰     | ۱۹۸۱ سپتامبر ۰۳ |
| ناوجی یتو           | Naoji Ito             | ۱              | ۰            | ۱۹۸۱ ژوئن ۱۹    | ۱۹۸۱ ژوئن ۱۹    |
| شیگمیتسو سودو       | Shigemitsu Sudo       | ۱۳             | ۰            | ۱۹۷۹ اوت ۲۳     | ۱۹۸۱ مارس ۰۸    |
| هاروهیسا هاسگاوا    | Haruhisa Hasegawa     | ۱۵             | ۴            | ۱۹۷۸ نوامبر ۱۹  | ۱۹۸۱ مارس ۰۸    |
| یوشیو کاتو          | Yoshio Kato           | ۸              | ۰            | ۱۹۸۰ ژوئن ۰۹    | ۱۹۸۱ فوریه ۲۴   |
| تسوتومو سونوب       | Tsutomu Sonobe        | ۷              | ۰            | ۱۹۷۸ مه ۲۳      | ۱۹۸۱ فوریه ۲۴   |
| ساتوشی یاماگوچی     | Satoshi Yamaguchi     | ۱              | ۰            | ۱۹۸۱ فوریه ۱۹   | ۱۹۸۱ فوریه ۱۹   |
| ماساکونی یاماموتو   | Masakuni Yamamoto     | ۴              | ۰            | ۱۹۸۰ دسامبر ۲۶  | ۱۹۸۱ فوریه ۱۹   |
| یاسوهیتو سوزوکی     | Yasuhito Suzuki       | ۴              | ۰            | ۱۹۸۰ دسامبر ۲۲  | ۱۹۸۰ دسامبر ۳۰  |
| هیرویوکی ساکاشیتا   | Hiroyuki Sakashita    | ۱              | ۰            | ۱۹۸۰ دسامبر ۲۸  | ۱۹۸۰ دسامبر ۲۸  |
| تاکایوشی یامانو     | Takayoshi Yamano      | ۲              | ۰            | ۱۹۸۰ ژوئن ۱۱    | ۱۹۸۰ ژوئن ۱۸    |
| هیروشی سوجیما       | Hiroshi Soejima       | ۳              | ۰            | ۱۹۸۰ ژوئن ۰۹    | ۱۹۸۰ ژوئن ۱۸    |
| کوزو تاشیما         | Kozo Tashima          | ۷              | ۱            | ۱۹۷۹ ژوئن ۲۷    | ۱۹۸۰ ژوئن ۱۸    |
| یکوو تاکاهارا       | Ikuo Takahara         | ۴              | ۲            | ۱۹۸۰ مارس ۲۲    | ۱۹۸۰ آوریل ۰۲   |
| یوجی کیشیوکو        | Yuji Kishioku         | ۱۰             | ۲            | ۱۹۷۹ مه ۳۱      | ۱۹۸۰ آوریل ۰۲   |
| یوکیتاکا ومی        | Yukitaka Omi          | ۶              | ۰            | ۱۹۷۸ مه ۲۳      | ۱۹۸۰ آوریل ۰۲   |
| یجون کی‌یوکومو       | Eijun Kiyokumo        | ۴۲             | ۰            | ۱۹۷۴ سپتامبر ۲۸ | ۱۹۸۰ آوریل ۰۲   |
| هیروشی وچیای        | Hiroshi Ochiai        | ۶۳             | ۹            | ۱۹۷۴ سپتامبر ۰۷ | ۱۹۸۰ آوریل ۰۲   |
| کیزو یمای           | Keizo Imai            | ۲۹             | ۰            | ۱۹۷۴ سپتامبر ۰۳ | ۱۹۸۰ آوریل ۰۲   |
| یوشیکازو ناگای      | Yoshikazu Nagai       | ۶۹             | ۹            | ۱۹۷۱ اوت ۱۳     | ۱۹۸۰ مارس ۳۰    |
| تاتسوهیکو ستا       | Tatsuhiko Seta        | ۲۵             | ۰            | ۱۹۷۳ مه ۲۲      | ۱۹۸۰ مارس ۲۲    |
| میتسوو کاتو         | Mitsuo Kato           | ۱              | ۰            | ۱۹۷۹ اوت ۲۳     | ۱۹۷۹ اوت ۲۳     |
| میچیو یاسودا        | Michio Yasuda         | ۱              | ۰            | ۱۹۷۹ اوت ۲۳     | ۱۹۷۹ اوت ۲۳     |
| نوبوو فوجیشیما      | Nobuo Fujishima       | ۶۵             | ۷            | ۱۹۷۱ سپتامبر ۲۹ | ۱۹۷۹ اوت ۲۳     |
| شیگهارو اوئکی       | Shigeharu Ueki        | ۱              | ۰            | ۱۹۷۹ ژوئیه ۱۳   | ۱۹۷۹ ژوئیه ۱۳   |
| کاتسویوکی کاواچی    | Katsuyuki Kawachi     | ۳              | ۰            | ۱۹۷۹ ژوئن ۱۶    | ۱۹۷۹ ژوئیه ۱۳   |
| یوشی‌یچی واتاناب     | Yoshiichi Watanabe    | ۶              | ۱            | ۱۹۷۹ ژوئن ۱۶    | ۱۹۷۹ ژوئیه ۱۳   |
| شیگمی یشی‌ی          | Shigemi Ishii         | ۱۵             | ۰            | ۱۹۷۴ فوریه ۱۲   | ۱۹۷۹ ژوئیه ۱۱   |
| کازویوشی ناکامورا   | Kazuyoshi Nakamura    | ۵              | ۱            | ۱۹۷۹ مارس ۰۴    | ۱۹۷۹ ژوئیه ۰۱   |
| میتسوو واتاناب      | Mitsuo Watanabe       | ۲۸             | ۴            | ۱۹۷۴ فوریه ۱۲   | ۱۹۷۹ ژوئیه ۰۱   |
| میتسونوری فوجیگوچی  | Mitsunori Fujiguchi   | ۲۶             | ۲            | ۱۹۷۲ ژوئیه ۱۲   | ۱۹۷۸ دسامبر ۱۵  |
| آتسویوشی فوروتا     | Atsuyoshi Furuta      | ۳۲             | ۰            | ۱۹۷۱ اوت ۱۳     | ۱۹۷۸ دسامبر ۱۵  |
| یچیرو هوسوتانی      | Ichiro Hosotani       | ۴              | ۱            | ۱۹۷۸ ژوئیه ۱۳   | ۱۹۷۸ ژوئیه ۲۶   |
| هیساو سکیگوچی       | Hisao Sekiguchi       | ۳              | ۱            | ۱۹۷۸ مه ۲۳      | ۱۹۷۸ ژوئیه ۲۶   |
| آکیرا نیشینو        | Akira Nishino         | ۱۲             | ۱            | ۱۹۷۷ مارس ۰۶    | ۱۹۷۸ ژوئیه ۲۶   |
| تویوهیتو موچیزوکی   | Toyohito Mochizuki    | ۲              | ۰            | ۱۹۷۸ ژوئیه ۲۱   | ۱۹۷۸ ژوئیه ۲۳   |
| چوی ساتو            | Choei Sato            | ۱              | ۰            | ۱۹۷۸ ژوئیه ۲۱   | ۱۹۷۸ ژوئیه ۲۱   |
| میتسورو کومادا      | Mitsuru Komaeda       | ۲              | ۲            | ۱۹۷۶ اوت ۱۰     | ۱۹۷۷ ژوئن ۱۵    |
| ماساکی یوکوتانی     | Masaki Yokotani       | ۲۰             | ۰            | ۱۹۷۴ ژوئیه ۲۳   | ۱۹۷۷ ژوئن ۱۵    |
| کوزو آرای           | Kozo Arai             | ۴۷             | ۴            | ۱۹۷۰ دسامبر ۱۰  | ۱۹۷۷ ژوئن ۱۵    |
| کونیشیگه کاماموتو   | Kunishige Kamamoto    | ۷۶             | ۷۵           | ۱۹۶۴ مارس ۰۳    | ۱۹۷۷ ژوئن ۱۵    |
| نوبوئو کاواکامی     | Nobuo Kawakami        | ۴۱             | ۰            | ۱۹۷۰ ژوئیه ۳۱   | ۱۹۷۷ مارس ۰۶    |
| کونی‌یا داینی        | Kuniya Daini          | ۴۴             | ۰            | ۱۹۷۲ ژوئیه ۱۲   | ۱۹۷۶ دسامبر ۰۴  |
| هیروجی یمامورا      | Hiroji Imamura        | ۴              | ۰            | ۱۹۷۶ اوت ۰۸     | ۱۹۷۶ اوت ۲۲     |
| دایشیرو یوشیمورا    | Daishiro Yoshimura    | ۴۶             | ۷            | ۱۹۷۰ اوت ۰۲     | ۱۹۷۶ اوت ۲۲     |
| توشیو تاکابایاشی    | Toshio Takabayashi    | ۱۲             | ۲            | ۱۹۷۴ فوریه ۱۲   | ۱۹۷۶ اوت ۲۰     |
| آکیرا ماتسوناگا     | Akira Matsunaga       | ۱۰             | ۲            | ۱۹۷۳ مه ۲۲      | ۱۹۷۶ آوریل ۱۱   |
| تاکاجی موری         | Takaji Mori           | ۵۶             | ۲            | ۱۹۶۶ دسامبر ۱۶  | ۱۹۷۶ مارس ۳۱    |
| آریتاتسو اوگی       | Aritatsu Ogi          | ۶۲             | ۱۱           | ۱۹۶۳ اوت ۰۸     | ۱۹۷۶ مارس ۱۷    |
| میچیو آشیکاگا       | Michio Ashikaga       | ۷              | ۰            | ۱۹۷۱ سپتامبر ۲۳ | ۱۹۷۵ سپتامبر ۰۸ |
| کازومی تاکادا       | Kazumi Takada         | ۱۶             | ۰            | ۱۹۷۰ دسامبر ۱۲  | ۱۹۷۵ سپتامبر ۰۸ |
| کوجی فوناموتو       | Koji Funamoto         | ۱۹             | ۰            | ۱۹۶۷ سپتامبر ۲۷ | ۱۹۷۵ سپتامبر ۰۸ |
| شوساکو هیراساوا     | Shusaku Hirasawa      | ۱۱             | ۱            | ۱۹۷۲ اوت ۰۴     | ۱۹۷۴ سپتامبر ۲۸ |
| کنزو یوکویاما       | Kenzo Yokoyama        | ۴۹             | ۰            | ۱۹۶۴ اکتبر ۱۶   | ۱۹۷۴ سپتامبر ۲۸ |
| کازوهیسا کونو       | Kazuhisa Kono         | ۱              | ۰            | ۱۹۷۴ فوریه ۲۰   | ۱۹۷۴ فوریه ۲۰   |
| نوریتاکا هیداکا     | Noritaka Hidaka       | ۴              | ۰            | ۱۹۷۲ سپتامبر ۱۴ | ۱۹۷۳ ژوئن ۲۳    |
| مینورو کوباتا       | Minoru Kobata         | ۱۳             | ۰            | ۱۹۷۰ ژوئیه ۳۱   | ۱۹۷۳ ژوئن ۲۳    |
| یوشیتادا یاماگوچی   | Yoshitada Yamaguchi   | ۴۹             | ۰            | ۱۹۶۴ اکتبر ۱۶   | ۱۹۷۳ ژوئن ۲۳    |
| سی‌یچی ساکی‌یا        | Seiichi Sakiya        | ۳              | ۰            | ۱۹۷۱ سپتامبر ۲۷ | ۱۹۷۲ اوت ۰۶     |
| جرج کوبایاشی        | George Kobayashi      | ۳              | ۰            | ۱۹۷۲ ژوئیه ۱۶   | ۱۹۷۲ ژوئیه ۲۲   |
| کی‌یوشی تومیزاوا     | Kiyoshi Tomizawa      | ۹              | ۲            | ۱۹۶۵ مارس ۱۴    | ۱۹۷۱ اکتبر ۰۲   |
| هیروشی کاتایاما     | Hiroshi Katayama      | ۳۸             | ۰            | ۱۹۶۱ اوت ۰۲     | ۱۹۷۱ اکتبر ۰۲   |
| تروکی مییاموتو      | Teruki Miyamoto       | ۵۸             | ۱۹           | ۱۹۶۱ ژوئن ۱۱    | ۱۹۷۱ اکتبر ۰۲   |
| ریویچی سوگی‌یاما     | Ryuichi Sugiyama      | ۵۶             | ۱۵           | ۱۹۶۱ مه ۲۸      | ۱۹۷۱ اکتبر ۰۲   |
| ماساکاتسو میاموتو   | Masakatsu Miyamoto    | ۴۴             | ۱            | ۱۹۵۸ دسامبر ۲۵  | ۱۹۷۱ اکتبر ۰۲   |
| تاداهیکو اوئدا      | Tadahiko Ueda         | ۱۳             | ۷            | ۱۹۷۰ اوت ۰۲     | ۱۹۷۱ سپتامبر ۲۳ |
| یوشیو کیکوگاوا      | Yoshio Kikugawa       | ۱۶             | ۰            | ۱۹۶۹ اکتبر ۱۲   | ۱۹۷۱ اوت ۱۳     |
| تاکشی اونو          | Takeshi Ono           | ۳              | ۰            | ۱۹۶۵ مارس ۲۵    | ۱۹۷۱ اوت ۱۳     |
| تروو نیمورا         | Teruo Nimura          | ۵              | ۰            | ۱۹۷۰ دسامبر ۱۰  | ۱۹۷۰ دسامبر ۱۹  |
| ایزو یوگوچی         | Eizo Yuguchi          | ۵              | ۱            | ۱۹۶۹ اکتبر ۱۸   | ۱۹۷۰ دسامبر ۱۸  |
| تاکئو کیمورا        | Takeo Kimura          | ۱۴             | ۴            | ۱۹۶۶ دسامبر ۱۷  | ۱۹۷۰ دسامبر ۱۸  |
| ماسافومی هارا       | Masafumi Hara         | ۵              | ۰            | ۱۹۷۰ ژوئیه ۳۱   | ۱۹۷۰ دسامبر ۱۷  |
| یوسوکه اومی         | Yusuke Omi            | ۵              | ۱            | ۱۹۷۰ اوت ۰۴     | ۱۹۷۰ دسامبر ۱۶  |
| نوریو یوشیمیزو      | Norio Yoshimizu       | ۴              | ۱            | ۱۹۷۰ ژوئیه ۳۱   | ۱۹۷۰ اوت ۱۶     |
| یاسویوکی کوواهارا   | Yasuyuki Kuwahara     | ۱۲             | ۵            | ۱۹۶۶ دسامبر ۱۴  | ۱۹۷۰ ژوئیه ۳۱   |
| تسویوشی کونیدا      | Tsuyoshi Kunieda      | ۲              | ۰            | ۱۹۶۹ اکتبر ۱۶   | ۱۹۶۹ اکتبر ۱۸   |
| ماساشی واتانابه     | Masashi Watanabe      | ۳۹             | ۱۲           | ۱۹۵۸ دسامبر ۲۵  | ۱۹۶۹ اکتبر ۱۸   |
| میتسوو کاماتا       | Mitsuo Kamata         | ۴۴             | ۲            | ۱۹۵۸ دسامبر ۲۵  | ۱۹۶۹ اکتبر ۱۸   |
| جونجی کاوانو        | Junji Kawano          | ۲              | ۰            | ۱۹۶۸ مارس ۳۱    | ۱۹۶۹ اکتبر ۱۶   |
| ایکوو ماتسوموتو     | Ikuo Matsumoto        | ۱۱             | ۱            | ۱۹۶۶ دسامبر ۱۰  | ۱۹۶۹ اکتبر ۱۶   |
| تادائو اونیشی       | Tadao Onishi          | ۱              | ۰            | ۱۹۶۹ اکتبر ۱۰   | ۱۹۶۹ اکتبر ۱۰   |
| شیگئو یائگاشی       | Shigeo Yaegashi       | ۴۵             | ۱۱           | ۱۹۵۶ ژوئن ۰۳    | ۱۹۶۸ اکتبر ۱۴   |
| ریوزو سوزوکی        | Ryozo Suzuki          | ۲۴             | ۰            | ۱۹۶۱ اوت ۱۵     | ۱۹۶۸ آوریل ۰۴   |
| هیسائو کامی         | Hisao Kami            | ۱۵             | ۰            | ۱۹۶۴ اکتبر ۱۶   | ۱۹۶۸ مارس ۳۱    |
| ماساهیرو هامازاکی   | Masahiro Hamazaki     | ۲              | ۰            | ۱۹۶۶ دسامبر ۱۶  | ۱۹۶۶ دسامبر ۱۹  |
| کازوو ایمانیشی      | Kazuo Imanishi        | ۳              | ۰            | ۱۹۶۶ دسامبر ۱۰  | ۱۹۶۶ دسامبر ۱۸  |
| شوزو تسوگیتانی      | Shozo Tsugitani       | ۱۲             | ۴            | ۱۹۶۱ اوت ۱۵     | ۱۹۶۵ مارس ۲۷    |
| ماسانوبو ایزومی     | Masanobu Izumi        | ۱              | ۰            | ۱۹۶۵ مارس ۲۵    | ۱۹۶۵ مارس ۲۵    |
| کاتسویوشی کوواهارا  | Katsuyoshi Kuwahara   | ۲              | ۰            | ۱۹۶۵ مارس ۲۲    | ۱۹۶۵ مارس ۲۵    |
| سابورو کاوابوچی     | Saburo Kawabuchi      | ۲۶             | ۸            | ۱۹۵۸ دسامبر ۲۵  | ۱۹۶۵ مارس ۲۲    |
| نوبویوکی اویشی      | Nobuyuki Oishi        | ۱              | ۰            | ۱۹۶۴ مارس ۰۳    | ۱۹۶۴ مارس ۰۳    |
| تاکاو نیشی‌یاما      | Takao Nishiyama       | ۱              | ۰            | ۱۹۶۴ مارس ۰۳    | ۱۹۶۴ مارس ۰۳    |
| تسوکاسا هوساکا      | Tsukasa Hosaka        | ۱۹             | ۰            | ۱۹۶۰ نوامبر ۰۶  | ۱۹۶۴ مارس ۰۳    |
| میچیهیرو اوزاوا     | Michihiro Ozawa       | ۳۶             | ۰            | ۱۹۵۶ ژوئن ۰۳    | ۱۹۶۴ مارس ۰۳    |
| یاسو تاکاموری       | Yasuo Takamori        | ۳۰             | ۰            | ۱۹۵۵ ژانویه ۰۲  | ۱۹۶۳ اوت ۱۵     |
| یوشینوبو ایشی       | Yoshinobu Ishii       | ۱              | ۰            | ۱۹۶۲ سپتامبر ۲۱ | ۱۹۶۲ سپتامبر ۲۱ |
| تاکایوکی کوواتا     | Takayuki Kuwata       | ۵              | ۲            | ۱۹۶۱ مه ۲۸      | ۱۹۶۲ سپتامبر ۲۱ |
| تاکهیکو کاوانیشی    | Takehiko Kawanishi    | ۸              | ۰            | ۱۹۵۹ دسامبر ۲۰  | ۱۹۶۲ سپتامبر ۲۱ |
| یوشیو فوروکاوا      | Yoshio Furukawa       | ۱۹             | ۰            | ۱۹۵۶ ژوئن ۰۳    | ۱۹۶۲ سپتامبر ۲۱ |
| ماسائو اوچینو       | Masao Uchino          | ۱۸             | ۳            | ۱۹۵۵ ژانویه ۰۲  | ۱۹۶۲ سپتامبر ۱۲ |
| ریوزو هیراکی        | Ryuzo Hiraki          | ۳۰             | ۱            | ۱۹۵۴ مارس ۱۴    | ۱۹۶۲ سپتامبر ۱۲ |
| کن ناگانوما         | Ken Naganuma          | ۴              | ۱            | ۱۹۵۴ مارس ۰۷    | ۱۹۶۱ نوامبر ۲۸  |
| هیروشی سائکی        | Hiroshi Saeki         | ۴              | ۰            | ۱۹۵۸ دسامبر ۲۵  | ۱۹۶۱ اوت ۱۵     |
| کوجی ساساکی         | Koji Sasaki           | ۱۴             | ۱            | ۱۹۵۸ دسامبر ۲۵  | ۱۹۶۱ اوت ۱۰     |
| کنجی توچیو          | Kenji Tochio          | ۲              | ۰            | ۱۹۶۱ مه ۲۸      | ۱۹۶۱ ژوئن ۱۱    |
| تاتسویا شیجی        | Tatsuya Shiji         | ۱              | ۱            | ۱۹۶۱ مه ۲۸      | ۱۹۶۱ مه ۲۸      |
| هیروشی نینومیا      | Hiroshi Ninomiya      | ۱۲             | ۹            | ۱۹۵۸ دسامبر ۲۵  | ۱۹۶۱ مه ۲۸      |
| آکیرا کیتاگوچی      | Akira Kitaguchi       | ۱۰             | ۱            | ۱۹۵۸ مه ۲۶      | ۱۹۵۹ دسامبر ۱۳  |
| ماسانوری توکیتا     | Masanori Tokita       | ۱۲             | ۲            | ۱۹۵۱ مارس ۰۷    | ۱۹۵۹ سپتامبر ۰۵ |
| سیشیرو شیماتانی     | Seishiro Shimatani    | ۱              | ۰            | ۱۹۵۹ ژانویه ۱۱  | ۱۹۵۹ ژانویه ۱۱  |
| هیرواکی ساتو        | Hiroaki Sato          | ۱۵             | ۰            | ۱۹۵۵ ژانویه ۰۲  | ۱۹۵۹ ژانویه ۱۱  |
| گیوجی ماتسوموتو     | Gyoji Matsumoto       | ۱              | ۰            | ۱۹۵۸ دسامبر ۲۸  | ۱۹۵۸ دسامبر ۲۸  |
| یوشینوری شیگماتسو   | Yoshinori Shigematsu  | ۱              | ۰            | ۱۹۵۸ مه ۲۸      | ۱۹۵۸ مه ۲۸      |
| وایچیرو اومورا      | Waichiro Omura        | ۵              | ۰            | ۱۹۵۶ ژوئن ۰۳    | ۱۹۵۸ مه ۲۸      |
| ایسائو ایوابوچی     | Isao Iwabuchi         | ۸              | ۲            | ۱۹۵۵ ژانویه ۰۵  | ۱۹۵۸ مه ۲۸      |
| تاکاشی تاکابایاشی   | Takashi Takabayashi   | ۹              | ۲            | ۱۹۵۴ مارس ۱۴    | ۱۹۵۸ مه ۲۸      |
| کنزو اوهاشی         | Kenzo Ohashi          | ۱              | ۰            | ۱۹۵۸ مه ۲۶      | ۱۹۵۸ مه ۲۶      |
| تاداو کوبایاشی      | Tadao Kobayashi       | ۳              | ۰            | ۱۹۵۶ ژوئن ۰۳    | ۱۹۵۶ نوامبر ۲۷  |
| توشیو ایواتانی      | Toshio Iwatani        | ۸              | ۴            | ۱۹۵۱ مارس ۰۷    | ۱۹۵۶ ژوئن ۱۰    |
| یوکیو شیمومورا      | Yukio Shimomura       | ۱              | ۰            | ۱۹۵۵ اکتبر ۰۹   | ۱۹۵۵ اکتبر ۰۹   |
| تاکاشی توکوهیرو     | Takashi Tokuhiro      | ۱              | ۰            | ۱۹۵۵ اکتبر ۰۹   | ۱۹۵۵ اکتبر ۰۹   |
| ریزو فوکوهارا       | Reizo Fukuhara        | ۲              | ۰            | ۱۹۵۵ ژانویه ۰۵  | ۱۹۵۵ اکتبر ۰۹   |
| هیساتاکا اوکاموتو   | Hisataka Okamoto      | ۵              | ۰            | ۱۹۵۵ ژانویه ۰۲  | ۱۹۵۵ اکتبر ۰۹   |
| توموهیکو ایکوما     | Tomohiko Ikoma        | ۵              | ۰            | ۱۹۵۵ ژانویه ۰۲  | ۱۹۵۵ اکتبر ۰۹   |
| نوبو ماتسوناگا      | Nobuo Matsunaga       | ۴              | ۰            | ۱۹۵۴ مارس ۱۴    | ۱۹۵۵ اکتبر ۰۹   |
| آراوا کیمورا        | Arawa Kimura          | ۶              | ۱            | ۱۹۵۴ مارس ۰۷    | ۱۹۵۵ اکتبر ۰۹   |
| شونیچیرو اوکانو     | Shunichiro Okano      | ۲              | ۰            | ۱۹۵۵ ژانویه ۰۲  | ۱۹۵۵ ژانویه ۱۱  |
| یاسوکازو تاناکا     | Yasukazu Tanaka       | ۴              | ۰            | ۱۹۵۵ ژانویه ۰۲  | ۱۹۵۵ ژانویه ۱۱  |
| کاکوچی میمورا       | Kakuichi Mimura       | ۴              | ۰            | ۱۹۵۵ ژانویه ۰۲  | ۱۹۵۵ ژانویه ۱۱  |
| یوزو آئوکی          | Yozo Aoki             | ۱              | ۰            | ۱۹۵۵ ژانویه ۰۵  | ۱۹۵۵ ژانویه ۰۵  |
| هیدمارو واتانابه    | Hidemaro Watanabe     | ۲              | ۰            | ۱۹۵۴ مارس ۱۴    | ۱۹۵۴ مه ۰۳      |
| ماساو اونو          | Masao Ono             | ۳              | ۰            | ۱۹۵۴ مارس ۱۴    | ۱۹۵۴ مه ۰۳      |
| کوجی میاتا          | Koji Miyata           | ۶              | ۰            | ۱۹۵۱ مارس ۰۷    | ۱۹۵۴ مه ۰۳      |
| یوشیو اوکادا        | Yoshio Okada          | ۷              | ۰            | ۱۹۵۱ مارس ۰۷    | ۱۹۵۴ مه ۰۳      |
| تاکاشی کانو         | Takashi Kano          | ۷              | ۲            | ۱۹۵۱ مارس ۰۷    | ۱۹۵۴ مه ۰۳      |
| هیروکازو نینومیا    | Hirokazu Ninomiya     | ۶              | ۱            | ۱۹۴۰ ژوئن ۱۶    | ۱۹۵۴ مه ۰۳      |
| تایزو کاواموتو      | Taizo Kawamoto        | ۹              | ۴            | ۱۹۳۴ مه ۱۳      | ۱۹۵۴ مه ۰۳      |
| هیروتو مورائوکا     | Hiroto Muraoka        | ۲              | ۰            | ۱۹۵۴ مارس ۰۷    | ۱۹۵۴ مه ۰۱      |
| تارو کاگاوا         | Taro Kagawa           | ۵              | ۰            | ۱۹۵۱ مارس ۰۷    | ۱۹۵۴ مه ۰۱      |
| تاکشی اینوئه        | Takeshi Inoue         | ۱              | ۰            | ۱۹۵۴ مارس ۰۷    | ۱۹۵۴ مارس ۰۷    |
| اوسامو یاماجی       | Osamu Yamaji          | ۱              | ۰            | ۱۹۵۴ مارس ۰۷    | ۱۹۵۴ مارس ۰۷    |
| شیگئو سوگیموتو      | Shigeo Sugimoto       | ۳              | ۰            | ۱۹۵۱ مارس ۰۷    | ۱۹۵۴ مارس ۰۷    |
| سکی ماتسوناگا       | Seki Matsunaga        | ۱              | ۰            | ۱۹۵۱ مارس ۰۹    | ۱۹۵۱ مارس ۰۹    |
| کن نوریتاکی         | Ken Noritake          | ۱              | ۰            | ۱۹۵۱ مارس ۰۹    | ۱۹۵۱ مارس ۰۹    |
| نوبویوکی کاتو       | Nobuyuki Kato         | ۱              | ۰            | ۱۹۵۱ مارس ۰۹    | ۱۹۵۱ مارس ۰۹    |
| کو آریما            | Ko Arima              | ۳              | ۰            | ۱۹۵۱ مارس ۰۷    | ۱۹۵۱ مارس ۰۹    |
| مگومو تامورا        | Megumu Tamura         | ۳              | ۰            | ۱۹۵۱ مارس ۰۷    | ۱۹۵۱ مارس ۰۹    |
| یوکیو تسودا         | Yukio Tsuda           | ۴              | ۰            | ۱۹۴۰ ژوئن ۱۶    | ۱۹۵۱ مارس ۰۹    |
| کیم سونگ گان        | Kim Sung-gan          | ۱              | ۰            | ۱۹۴۰ ژوئن ۱۶    | ۱۹۴۰ ژوئن ۱۶    |
| کازو نائوکی         | Kazu Naoki            | ۱              | ۰            | ۱۹۴۰ ژوئن ۱۶    | ۱۹۴۰ ژوئن ۱۶    |
| سابورو شینوساکی     | Saburo Shinosaki      | ۱              | ۰            | ۱۹۴۰ ژوئن ۱۶    | ۱۹۴۰ ژوئن ۱۶    |
| تاکاشی کاساهارا     | Takashi Kasahara      | ۱              | ۰            | ۱۹۴۰ ژوئن ۱۶    | ۱۹۴۰ ژوئن ۱۶    |
| لی یو هیونگ         | Lee Yoo-hyung         | ۱              | ۰            | ۱۹۴۰ ژوئن ۱۶    | ۱۹۴۰ ژوئن ۱۶    |
| کونیتاکا سوئوکا     | Kunitaka Sueoka       | ۱              | ۰            | ۱۹۴۰ ژوئن ۱۶    | ۱۹۴۰ ژوئن ۱۶    |
| کیم یونگ سیک        | Kim Yong-sik          | ۳              | ۰            | ۱۹۳۶ اوت ۰۴     | ۱۹۴۰ ژوئن ۱۶    |
| توکوتارو اوکون      | Tokutaro Ukon         | ۵              | ۱            | ۱۹۳۴ مه ۱۵      | ۱۹۴۰ ژوئن ۱۶    |
| شوگو کامو           | Shogo Kamo            | ۲              | ۰            | ۱۹۳۶ اوت ۰۴     | ۱۹۳۶ اوت ۰۷     |
| تاکشی کامو          | Takeshi Kamo          | ۲              | ۰            | ۱۹۳۶ اوت ۰۴     | ۱۹۳۶ اوت ۰۷     |
| کوایچی اویتا        | Koichi Oita           | ۲              | ۰            | ۱۹۳۶ اوت ۰۴     | ۱۹۳۶ اوت ۰۷     |
| ریهی سانو           | Rihei Sano            | ۲              | ۰            | ۱۹۳۶ اوت ۰۴     | ۱۹۳۶ اوت ۰۷     |
| آکیرا ماتسوناگا     | Akira Matsunaga       | ۲              | ۱            | ۱۹۳۶ اوت ۰۴     | ۱۹۳۶ اوت ۰۷     |
| یاسو سوزوکی         | Yasuo Suzuki          | ۲              | ۰            | ۱۹۳۴ مه ۱۵      | ۱۹۳۶ اوت ۰۷     |
| موتو تاتسوهارا      | Motoo Tatsuhara       | ۴              | ۰            | ۱۹۳۴ مه ۱۳      | ۱۹۳۶ اوت ۰۷     |
| تیزو تاکیوچی        | Teizo Takeuchi        | ۴              | ۰            | ۱۹۳۰ مه ۲۵      | ۱۹۳۶ اوت ۰۷     |
| تاداو هورای         | Tadao Horie           | ۳              | ۰            | ۱۹۳۴ مه ۱۵      | ۱۹۳۶ اوت ۰۴     |
| تاکشی ناتوری        | Takeshi Natori        | ۱              | ۱            | ۱۹۳۴ مه ۲۰      | ۱۹۳۴ مه ۲۰      |
| شونیچی کومای‌ی       | Shunichi Kumai        | ۲              | ۰            | ۱۹۳۴ مه ۱۳      | ۱۹۳۴ مه ۲۰      |
| تیچی ماتسومارو      | Teiichi Matsumaru     | ۳              | ۰            | ۱۹۳۴ مه ۱۳      | ۱۹۳۴ مه ۲۰      |
| تاکاشی کاوانیشی     | Takashi Kawanishi     | ۳              | ۰            | ۱۹۳۴ مه ۱۳      | ۱۹۳۴ مه ۲۰      |
| هیدئو ساکای         | Hideo Sakai           | ۳              | ۰            | ۱۹۳۴ مه ۱۳      | ۱۹۳۴ مه ۲۰      |
| شیرو میساکی         | Shiro Misaki          | ۳              | ۰            | ۱۹۳۴ مه ۱۳      | ۱۹۳۴ مه ۲۰      |
| ایچیجی اوتانی       | Ichiji Otani          | ۳              | ۱            | ۱۹۳۴ مه ۱۳      | ۱۹۳۴ مه ۲۰      |
| آکیرا نوزاوا        | Akira Nozawa          | ۳              | ۳            | ۱۹۳۴ مه ۱۳      | ۱۹۳۴ مه ۲۰      |
| یوکیو گوتو          | Yukio Goto            | ۴              | ۰            | ۱۹۳۰ مه ۲۵      | ۱۹۳۴ مه ۲۰      |
| ترو آبه             | Teruo Abe             | ۲              | ۰            | ۱۹۳۴ مه ۱۳      | ۱۹۳۴ مه ۱۵      |
| هیروشی کانازاوا     | Hiroshi Kanazawa      | ۲              | ۰            | ۱۹۳۴ مه ۱۳      | ۱۹۳۴ مه ۱۵      |
| شوایچی نیشیمورا     | Shoichi Nishimura     | ۲              | ۱            | ۱۹۳۴ مه ۱۳      | ۱۹۳۴ مه ۱۵      |
| ماسائو نوزاوا       | Masao Nozawa          | ۲              | ۰            | ۱۹۳۰ مه ۲۵      | ۱۹۳۰ مه ۲۹      |
| سایزو سایتو         | Saizo Saito           | ۲              | ۰            | ۱۹۳۰ مه ۲۵      | ۱۹۳۰ مه ۲۹      |
| توکیزو ایچیهاشی     | Tokizo Ichihashi      | ۲              | ۱            | ۱۹۳۰ مه ۲۵      | ۱۹۳۰ مه ۲۹      |
| تادائو تاکایاما     | Tadao Takayama        | ۲              | ۱            | ۱۹۳۰ مه ۲۵      | ۱۹۳۰ مه ۲۹      |
| هیدئو شینوجیما      | Hideo Shinojima       | ۲              | ۱            | ۱۹۳۰ مه ۲۵      | ۱۹۳۰ مه ۲۹      |
| شیرو تشیما          | Shiro Teshima         | ۲              | ۲            | ۱۹۳۰ مه ۲۵      | ۱۹۳۰ مه ۲۹      |
| تاکئو واکابایشی     | Takeo Wakabayashi     | ۲              | ۴            | ۱۹۳۰ مه ۲۵      | ۱۹۳۰ مه ۲۹      |
| یاسوو هارویاما      | Yasuo Haruyama        | ۴              | ۰            | ۱۹۲۷ اوت ۲۷     | ۱۹۳۰ مه ۲۹      |
| ناگایاسو هوندا      | Nagayasu Honda        | ۴              | ۰            | ۱۹۲۷ اوت ۲۷     | ۱۹۳۰ مه ۲۹      |
| شیگمارو تاکنوکوشی   | Shigemaru Takenokoshi | ۵              | ۱            | ۱۹۲۵ مه ۲۰      | ۱۹۳۰ مه ۲۹      |
| تامئو ایده          | Tameo Ide             | ۱              | ۰            | ۱۹۳۰ مه ۲۵      | ۱۹۳۰ مه ۲۵      |
| میچیو تاکی          | Michiyo Taki          | ۱              | ۰            | ۱۹۲۷ اوت ۲۹     | ۱۹۲۷ اوت ۲۹     |
| شیگرو تاکاهاشی      | Shigeru Takahashi     | ۲              | ۰            | ۱۹۲۷ اوت ۲۷     | ۱۹۲۷ اوت ۲۹     |
| تاموتسو آساکورا     | Tamotsu Asakura       | ۲              | ۰            | ۱۹۲۷ اوت ۲۷     | ۱۹۲۷ اوت ۲۹     |
| هاروی آریما         | Haruo Arima           | ۲              | ۰            | ۱۹۲۷ اوت ۲۷     | ۱۹۲۷ اوت ۲۹     |
| کو تاکامورو         | Ko Takamoro           | ۲              | ۰            | ۱۹۲۷ اوت ۲۷     | ۱۹۲۷ اوت ۲۹     |
| دایگورو کوندو       | Daigoro Kondo         | ۲              | ۰            | ۱۹۲۷ اوت ۲۷     | ۱۹۲۷ اوت ۲۹     |
| جونجی نیشیکاوا      | Junji Nishikawa       | ۲              | ۰            | ۱۹۲۷ اوت ۲۷     | ۱۹۲۷ اوت ۲۹     |
| میسائو تامای        | Misao Tamai           | ۲              | ۱            | ۱۹۲۷ اوت ۲۷     | ۱۹۲۷ اوت ۲۹     |
| شیگی‌یوشی سوزوکی     | Shigeyoshi Suzuki     | ۲              | ۱            | ۱۹۲۷ اوت ۲۷     | ۱۹۲۷ اوت ۲۹     |
| شوجیرو سوگیمورا     | Shojiro Sugimura      | ۱              | ۰            | ۱۹۲۷ اوت ۲۷     | ۱۹۲۷ اوت ۲۷     |
| کینجیرو شیمیزو      | Kinjiro Shimizu       | ۱              | ۰            | ۱۹۲۵ مه ۲۰      | ۱۹۲۵ مه ۲۰      |
| کیونوسوکه ماروتانی  | Kiyonosuke Marutani   | ۱              | ۰            | ۱۹۲۵ مه ۲۰      | ۱۹۲۵ مه ۲۰      |
| ساکای تاکاهاشی      | Sakae Takahashi       | ۱              | ۰            | ۱۹۲۵ مه ۲۰      | ۱۹۲۵ مه ۲۰      |
| ماسوزو مادونو       | Masuzo Madono         | ۲              | ۰            | ۱۹۲۵ مه ۱۷      | ۱۹۲۵ مه ۲۰      |
| ماسائو تاکادا       | Masao Takada          | ۲              | ۰            | ۱۹۲۵ مه ۱۷      | ۱۹۲۵ مه ۲۰      |
| ساچی کاگاوا         | Sachi Kagawa          | ۲              | ۰            | ۱۹۲۵ مه ۱۷      | ۱۹۲۵ مه ۲۰      |
| جیرو میاکه          | Jiro Miyake           | ۲              | ۰            | ۱۹۲۵ مه ۱۷      | ۱۹۲۵ مه ۲۰      |
| هیفویو اوچیدا       | Hifuyo Uchida         | ۲              | ۰            | ۱۹۲۵ مه ۱۷      | ۱۹۲۵ مه ۲۰      |
| اویچیرو هاتا        | Uichiro Hatta         | ۲              | ۰            | ۱۹۲۵ مه ۱۷      | ۱۹۲۵ مه ۲۰      |
| توشیو میاجی         | Toshio Miyaji         | ۲              | ۰            | ۱۹۲۵ مه ۱۷      | ۱۹۲۵ مه ۲۰      |
| یوشیماتسو اویاما    | Yoshimatsu Oyama      | ۲              | ۰            | ۱۹۲۵ مه ۱۷      | ۱۹۲۵ مه ۲۰      |
| یانوسوکه واتانابه   | Yanosuke Watanabe     | ۲              | ۰            | ۱۹۲۵ مه ۱۷      | ۱۹۲۵ مه ۲۰      |
| کیو کاندا           | Kiyoo Kanda           | ۴              | ۰            | ۱۹۲۳ مه ۲۳      | ۱۹۲۵ مه ۲۰      |
| شیرو آزومی          | Shiro Azumi           | ۳              | ۰            | ۱۹۲۳ مه ۲۳      | ۱۹۲۵ مه ۱۷      |
| شومپی اینوی         | Shumpei Inoue         | ۱              | ۰            | ۱۹۲۳ مه ۲۴      | ۱۹۲۳ مه ۲۴      |
| کیکوزو کیساکی       | Kikuzo Kisaka         | ۲              | ۰            | ۱۹۲۳ مه ۲۳      | ۱۹۲۳ مه ۲۴      |
| ستسو ساواگاتا       | Setsu Sawagata        | ۲              | ۰            | ۱۹۲۳ مه ۲۳      | ۱۹۲۳ مه ۲۴      |
| توشیو هیرابایاشی    | Toshio Hirabayashi    | ۲              | ۰            | ۱۹۲۳ مه ۲۳      | ۱۹۲۳ مه ۲۴      |
| شیزوو میاما         | Shizuo Miyama         | ۲              | ۰            | ۱۹۲۳ مه ۲۳      | ۱۹۲۳ مه ۲۴      |
| اوسابورو هیداکا     | Usaburo Hidaka        | ۲              | ۰            | ۱۹۲۳ مه ۲۳      | ۱۹۲۳ مه ۲۴      |
| فوکوسابرو هارادا    | Fukusaburo Harada     | ۲              | ۰            | ۱۹۲۳ مه ۲۳      | ۱۹۲۳ مه ۲۴      |
| ریوزو شیمیزو        | Ryuzo Shimizu         | ۲              | ۱            | ۱۹۲۳ مه ۲۳      | ۱۹۲۳ مه ۲۴      |
| نائومون شیمیزو      | Naoemon Shimizu       | ۲              | ۱            | ۱۹۲۳ مه ۲۳      | ۱۹۲۳ مه ۲۴      |
| یوشیو فوجی‌وارا      | Yoshio Fujiwara       | ۱              | ۰            | ۱۹۲۳ مه ۲۳      | ۱۹۲۳ مه ۲۳      |